# Craiova
Craiova este municipiul de reședință al județului Dolj, Oltenia, România, format din localitățile componente Craiova (reședința), Făcăi, Mofleni, Popoveni și Șimnicu de Jos, și din satele Cernele, Cernelele de Sus, Izvorul Rece și Rovine. Craiova este cel mai important centru cultural, istoric și economic al Olteniei. Conform recensământului din anul 2021 orașul avea o populație de 234.140 de locuitori.
Orașul Craiova este situat pe râul Jiu, în centrul regiunii istorice Oltenia, într-o zonă de relief relativ joasă de câmpie (Câmpia Olteniei, parte din întinsa Câmpie Română). Altitudinea medie este de 101 m. Clima din Craiova este temperat-continentală de câmpie, cu puternice influențe venite dinspre Marea Mediterană datorită situării orașului în sudul României. Verile sunt lungi, călduroase și uscate, iar iernile blânde și scurte. Temperatura medie anuală este de 11-12° C. 
Pe teritoriul orașului se află lacurile Balta Craioviței și Izvorului.

## Geografie

### Localizare
Municipiul Craiova este situat în sudul României, pe malul stâng al Jiului, la ieșirea acestuia din regiunea deluroasă, la o altitudine cuprinsă între 75 și 116 m. Craiova face parte din Câmpia Română, mai precis din Câmpia Olteniei care se întinde între Dunăre, Olt și podișul Getic, fiind străbătută prin mijloc de Valea Jiului. Orașul este așezat aproximativ în centrul Olteniei, la o distanță de 227 km de București și 68 km de Dunăre. Forma orașului este foarte neregulată, în special spre partea vestică și nordică, iar interiorul orașului, spre deosebire de marginea acestuia, este foarte compact.

### Învecinare
Municipiul Craiova se învecinează cu localitățile:
- - în nord – Șimnicu de Sus, Mischii
  - în nord-vest - Ișalnița
  - în nord-est – Mischii
  - în est – Ghercești, Pielești, Robănești
  - în sud-est – Coșoveni, Malu Mare, Cârcea
  - în sud – Malu Mare, Podari
  - în vest – Bucovăț, Breasta, Predești.

### Climă și relief
Regimul climatic este temperat continental specific de câmpie, cu influențe submediteraneene datorate poziției depresionare pe care o ocupă județul în sud-vestul țării. Valorile medii ale temperaturii sunt cuprinse între 10-11,5 °C iar precipitațiile sunt mai scăzute decât în restul teritoriului.
Relieful orașului Craiova se identifică cu relieful județului Dolj, respectiv de câmpie. Spre partea nordică se observă o ușoară influență a colinelor, în timp ce partea sudică tinde spre luncă.

## Demografie
Componența etnică a municipiului Craiova
     Români (81,42%)
     Romi (1,13%)
     Alte etnii (0,39%)
     Necunoscută (17,06%)
Componența confesională a municipiului Craiova
     Ortodocși (79,14%)
     Alte religii (2,32%)
     Necunoscută (18,55%)
Conform recensământului efectuat în 2021, populația municipiului Craiova se ridică la 234.140 de locuitori, în scădere față de recensământul anterior din 2011, când fuseseră înregistrați 269.506 locuitori. Majoritatea locuitorilor sunt români (81,42%), cu o minoritate de romi (1,13%), iar pentru 17,06% nu se cunoaște apartenența etnică. Din punct de vedere confesional, majoritatea locuitorilor sunt ortodocși (79,14%), iar pentru 18,55% nu se cunoaște apartenența confesională.
Dupa datele INSSE, populatia cu domiciliul stabil in Craiova la 1 ianuarie 2015 era de 307.022 locuitori.

### Evoluție istorică
Silezianul Balthazar Walther, care a petrecut câțiva ani în Țara Românească la începutul secolului al XVII-lea, a transmis cele zise de Logofătul Teodosie Rudeanu al lui Mihai Viteazul. Acela zicea în anul 1596: „Craiova, reședința Banului, oraș mare, împoporat și plin de tot belșugul, dar și fără ziduri și cetățuie.”

Din Catagrafia din anul 1835 rezultă existența a 1653 de familii -ctrștini i dajnici-, deci un număr aproximativ de 10-11.000 de locuitori creștini. La aceștia trebuie adăugați, tot cu aproximație, străinii, necredincioșii ortodocși, slugile și alte categorii. Se obține astfel o populație totală de circa 16.000 de locuitori. Considerând drept bun numărul de 9.000 de locuitori ai Craiovei în 1821, se poate aproxima în același fel o populație totală de 12-13.000 de locuitori. Pare naturală creșterea populației la 16.000 de locuitori în 1835 și apoi la 20.000 în 1838.
În perioadele de liniște și prosperitate economică, sau pe timpul târgurilor, populația creștea simțitor cu până la o pătrime sau chiar mai mult. În perioadele de restriște, cu epidemii sau războaie, populația putea scădea cu până la jumătate, datorită refugiului spre lumea satului. Economia predominant agricolă a începutului și întregului secol al 19-lea a determinat o creștere foarte lentă a populației orășenești în țările române. La această cauză de natură economică trebuie adăugată și condițiile generale social-istorice, care încetineau creșterea populației: mortalitatea mare datorată epidemiilor, condițiilor de salubritate dăunătoare, asistenței medicale aproape inexistente, jafurilor străine și războaielor. După alte două decenii, în 1859, populația Craiovei a ajuns la 25-30.000 de locuitori. În 1898 avea 39.000 de locuitori, deci în patru decenii, între 1859 și 1898, populația a crescut cu numai 9-14.000 de oameni, ceea ce înseamnă o creștere cu o treime. Pentru viitorii 30 de ani creșterea a fost mult mai semnificativă, trecându-se de la 39.000 de locuitori la 63.000 în 1930. O creștere de 61%. La jumătatea intervalului, în 1915, se ajunsese la 51.927 locuitori. În anul 1930 Craiova se află pe locul al 12-lea în constelația orașelor României Mari. În continuare populația s-a ridicat la 60.000 de locuitori în 1946, după război, apoi la 85.000 de locuitori, în 1948, la 97.000 de locuitori, în 1956, la 149.000 în 1966 și la 222.000 locuitori, în 1977, împreună cu comunele suburbane (fără acestea numai 194.000 de locuitori). În anul 1980 s-a atins o populație de 240.000 de locuitori, fără comunele suburbane și o suprafață de 34.159 hectare. Creșterea economică și mai ales industrializarea de pe parcursul secolului al XX-lea a condus la o creștere accelerată a populației orășenești, asemănător tuturor țărilor lumii.
|  | Graficele sunt indisponibile din cauza unor probleme tehnice. Mai multe informații se găsesc la Phabricator și la wiki-ul MediaWiki. |

Date: Recensăminte sau birourile de statistică - grafică realizată de Wikipedia

## Etimologia numelui
Originea numelui actual al orașului este subiectul multor controverse și plutește în legendă; singurul lucru care se poate spune cu certitudine este că numele vine de la slavonescul „kralj” (rege, crai). „Craiova” poate însemna ținut, țară, națiune și a fost dată probabil de slavii care au numit așa populația latină-romană din cetatea naturală a Craiovei – națiunea sau ținutul.
După unii oameni, numele ar veni de la craiul Iovan (Ioniță Asan sau Ioniță Caloian), mezinul fraților Petru al IV-lea al Bulgariei și Ioan Asan I, care devine pentru o perioadă împărat al celui de al Doilea Țarat Bulgar, dar care, potrivit cronicii grecești a istoricului Niketas Choniates este nevoit să se refugieze la sfârșitul domniei sale la nord de Dunăre, unde devine „domn peste niște vlahi din neamul lui”. Teoria potrivit căreia Craiova devine capitala noii formațiuni pe care a întemeiat-o el este susținută de cercetători ca L. Candea și V. Oghină, dar și de unele legende locale legate de lacul Craiovița (Balta Craioviței) și fata craiului înecată.

### Ipoteze despre originea denumirii Craiova
Afirmația potrivit căreia, la sfârșitul domniei sale, Ioniță Caloian (Kaloyan) s-ar fi refugiat în nordul Dunării și ar fi întemeiat o formațiune politică având capitala la Craiova, nu este susținută de sursele bizantine contemporane.
Cronicarul Niketas Choniates, principalul izvor pentru domnia lui Kaloyan, relatează că acesta a fost ucis în 1207, în timpul asediului orașului Salonic, de către unul dintre comandanții săi. Nici Choniates, nici alți cronicari precum George Akropolites nu menționează o retragere a lui Kaloyan la nord de Dunăre sau existența unei formațiuni statale sub autoritatea sa în spațiul românesc actual.
Afirmațiile referitoare la această teorie apar ocazional în surse populare sau lucrări locale, fără a fi susținute de cercetări academice riguroase. Autorii „L. Candea” și „V. Oghină”, citați uneori ca susținători ai acestei ipoteze, nu figurează în literatura istorică de specialitate consacrată temei.
Pentru o sinteză istorică a surselor bizantine despre Kaloyan, vezi:

```
Bogdan Petriceicu-Hașdeu
 fixează originile numelui orașului în epoca 
cneazului
 
Ioan (voievod)
, care apare pe 
Diploma Ioaniților
, 
cnezat
 înghițit apoi de 
voievodatul
 lui 
Litovoi
. Există și o altă legendă locală potrivit căreia, în dealul Sf. Dumitru, un oarecare Iovan, a descoperit în timp ce săpa o fântână un mare tezaur și a devenit rege peste craioveni. S-a păstrat până în zilele noastre în satele din jurul Craiovei (pe dealul 
Bucovățului
 și 
Palilula
) expresia „norocos ca Iovan”.
```

Sub acest nume, așezarea Craiovei apare mai întâi în inscripția de pe mormântul lui Vladislav I, apoi la 1 iunie 1475, într-un hrisov al domnului Laiotă Basarab.

## Istorie

### Antichitate

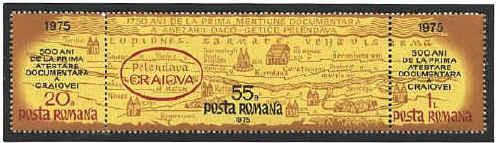
Timbru comemorativ al primei atestări documentare a Pelendavei,ianuarie 1975

În Craiova de azi se află ruinele Pelendavei capitala pelilor, un trib dacic, încă din perioada 400-350 î.Hr. Aceasta a fost atestată documentar pentru prima oară pe Tabula Peutingeriana, o hartă probabil din anul 225 d.Hr.
Castrul roman Pelendava a fost construit în vecinătatea mănăstirii Coșuna - Bucovățul Vechi, construită probabil în anii 1442-1443.

### Secolele XIV-XVII
O parte a istoricilor, în frunte cu Nicolae Iorga, Bogdan Petriceicu-Hașdeu și Alexandru D. Xenopol consideră că pe teritoriul de azi al Craiovei a fost teatrul bătăliei de la Rovine din timpul lui Mircea cel Bătrân.
La sfârșitul secolului al XV-lea, Craiova era un târg, întins pe moșia puternicilor boieri Craiovești și a Basarabilor. După prima jumătate a secolului al XVI-lea, Craiova este numită frecvent oraș, fiind cel mai important loc al schimburilor din zonă.
Apărută în ultimele decenii ale secolului al XV-lea, "Marea Bănie de Craiova" a devenit într-un timp relativ scurt cea de-a doua instituție politică a țării ca importanță, după domnie.
În timpul lui Mihai Viteazul, Craiova a cunoscut o puternică înflorire, izvoare contemporane prezentând orașul ca un important centru politic și militar. Craiova a fost în evul mediu și un centru cu un important rol militar și strategic, fiind un loc de grupare sau regrupare a forțelor militare și centru de declanșare a acțiunilor antiotomane. Exista la Craiova un corp de oaste (soldați călare) pus la dispoziția Marelui Ban, compus din forța militară a țăranilor de pe domeniile boierimii, din aparatul de dregători ai Băniei, din țăranii liberi și din mercenari. În acțiunea de aducere sub stăpânirea sa a Transilvaniei și Moldovei, lui Mihai Viteazul i-au stat alături frații Buzești—Stroe, Radu și Preda, Baba Novac, Banul Mihalcea, Banul Mărăcine, Mârza, Matei Basarab și Radu Șerban.

### Secolul al XVIII-lea
Acesta a reprezentat un secol zbuciumat pentru viața urbei. În 1735 în Craiova existau 836 de familii, numărând peste 4000 locuitori.
Boierimea craioveană întâmpină cu ostilitate venirea primului domn fanariot al Țării Românești, Nicolae Mavrocordat în 1716. După înfrângerea turcilor și Pacea de la Passarowitz (1718), boierimea a salutat stăpânirea austriacă a Olteniei (1718 - 1739), dar deja din 1726, când banul Gheorghe Cantacuzino a fost destituit, boierii din Craiova încep acțiunile de împotrivire față de administrația habsburgică. Nemulțumirea populației era provocată de caracterul sistematic al exploatării, precum și de colectarea centralizată a veniturilor provinciilor în visteria Curții Imperiale. Amploarea haiduciei din Oltenia a atins cote nemaintâlnite în Europa, habsburgii eșuează în tentativa de a prelua puterea de facto în provincie fapt care îi determină să părăsească Oltenia. Craiova devine între 1735-1770 capitala unei regiuni cufundată în anarhie fără o apartenență statală reală, în care haiduci ca Iancu Jianu făceau legea. În această perioadă s-au produs în Craiova importante schimbări și în domeniul instituțional. Bănia craioveană nu mai constituia instituția care în perioada anterioară concura pe plan politic domnia țării. În 1761 reședința permanentă a banilor este mutată de domn la București.
Revenirea la normalitate se petrece în 1770-1771, când Craiova devine capitala Țării Românești. Bucureștiul era disputat între armatele invadatoare rusești și cele turcești; iar capitala Țării Românești este mutată la Craiova, domnul Emanuel Giani-Ruset urmărind de aici desfășurarea ostilităților.
Economia regiunii și prosperitatea Craiovei au avut de suferit din nou la sfârșitul secolului al XVIII-lea și începutul secolului al XIX-lea în urma teribilului cutremur din 1790, a ciumei din 1795, a marelui incendiu din 1796, și datorită transformării orașului în teatru de război în urma atacului turcesc al pașei Pazvan-Oglu din Vidin, în 1806.

### Secolul al XIX-lea
În primele două decenii ale secolului al XIX-lea, Craiova se bucură de înflorire economică și urbanist-edilitară; un număr tot mai însemnat de locuitori se ocupă cu meșteșugurile, comerțul și serviciile publice. Craiova ajunge un nod comercial, administrativ și cultural de prim rang.
Redresarea orașului după dezastrele de la începutul secolului a venit în deceniul al patrulea, când după pacea de la Adrianopol (1829 și după războiul ruso-turc dintre anii 1828-1829) au apărut posibilități pentru mai mulți ani de liniște în țările române.
În timpul revoluției de la 1821 Craiova devine bază militară pentru pandurii conduși de Tudor Vladimirescu, fost sluger pe moșia boierului craiovean Ion Glogoveanu.
În timpul ocupației țariste (1828 - 1834), Craiova cunoaște creșteri economice importante. Existau în 1832 un număr de 595 de prăvălii, din care „197 de lemn și 398 de zid”. Orașul se menține ca centru comercial al Olteniei; exportă în Austria și Turcia cereale, piei, ceară, animale, seu și cervis. În 1846 la Craiova s-a înființat prima societate românească pe acțiuni pentru transportul cerealelor cu vaporul pe Dunăre, la Brăila.
În jurul anului 1848 populația Craiovei număra circa 20.000 de locuitori.
Intelectualitatea Craiovei s-a situat ferm în primele rânduri ale înnoirilor, atât în viața urbei, cât și a țării. Un rol deosebit de important în pregătirea și desfășurarea Revoluției de la 1848 avea să-l aibă corpul profesoral de la Școala Centrală din Craiova, în frunte cu Ioan Maiorescu.
Dintre revoluționarii care aveau să dețină un rol marcant în desfășurarea evenimentelor revoluționare la Craiova se impun Gheorghe Magheru și Costache Romanescu care au intrat după 1845 în rândurile societății secrete cu caracter politic „Frăția”.
Nu întâmplător orașul Craiova a fost ales drept loc de întrunire a guvernului provizoriu și prima capitală a revoluționarilor pașoptiști înainte ca aceștia să ajungă la București. Se confirma astfel faptul că orașul prezenta o deosebită importanță în mersul revoluției pașoptiste, că trecerea Craiovei de partea noilor prefaceri asigură revoluției o bază puternică în întreaga Oltenie.
Populația Craiovei s-a ridicat la jumătatea lui septembrie pentru a-și declara sprijinul față de revoluția lovită de armatele străine. La 30 noiembrie 1848, în ajunul intrării în Craiova a primei divizii otomane, evaluată la 10.000 de ostași și comandată de Hussein-Pașa, sute de săteni din jurul Craiovei și locuitori ai orașului, înarmați cu puști, sulițe, topoare și coase, au întâmpinat trupele străine, neținând seama de superioritatea numerică covârșitoare a acestora.
După retragerea trupelor țariste din Oltenia, în mai 1854, starea de spirit revoluționară a maselor a sporit. În lunile februarie - martie 1855 avea loc la Craiova o puternică revoltă, socotită de istorici momentul de vârf al raporturilor de încordare ce au existat între poporul român și ocupanții săi din anii 1854 - 1856.

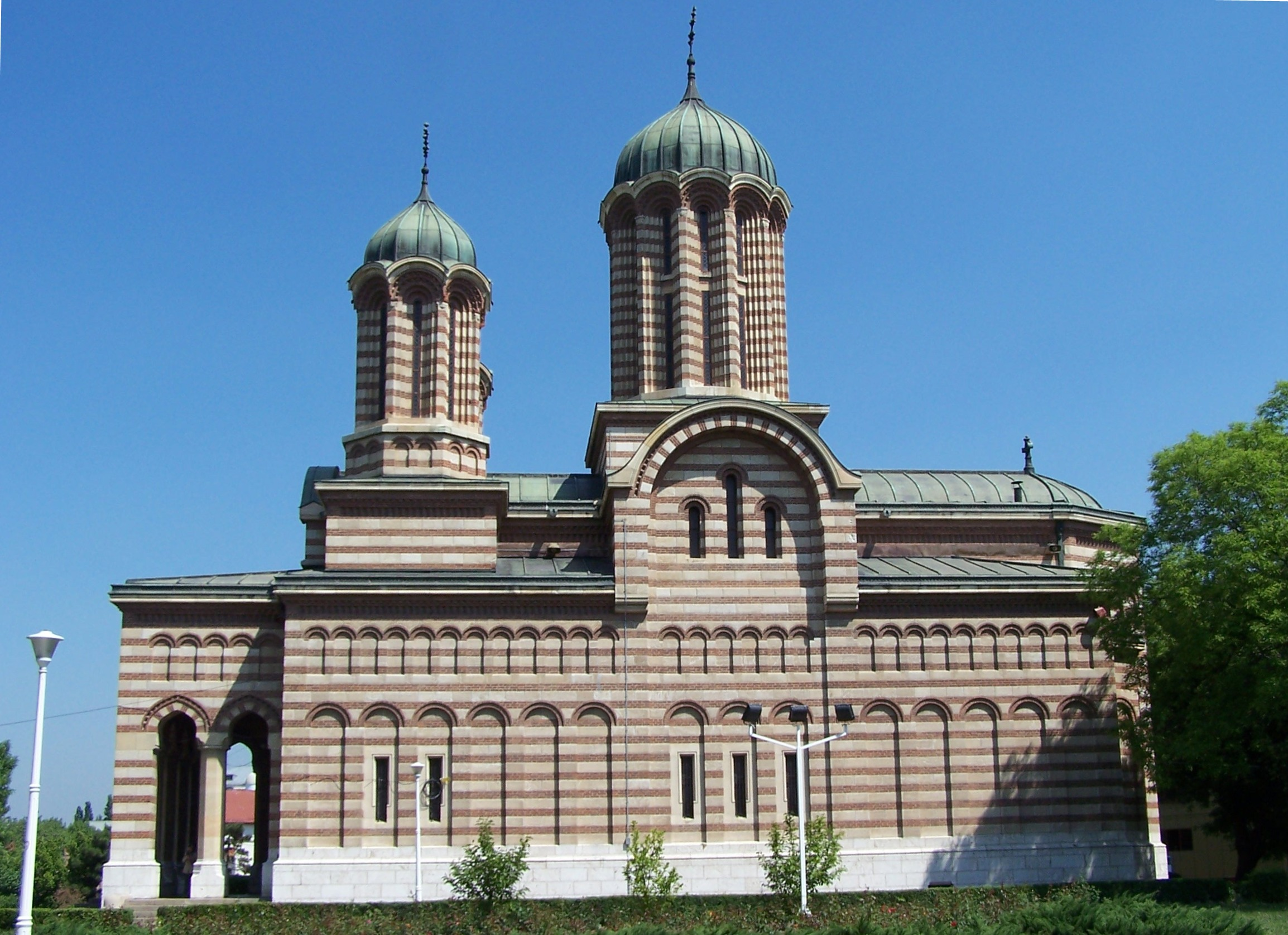
Biserica Sf. Dumitru, din Craiova, rezidită din temelii de arhitectul francez André Lecomte du Noüy (1844-1914), între anii 1889 - 1893, cu sprijinul regelui Carol I și al Reginei Elisabeta

Una dintre marile familii boierești din Craiova - familia Bibescu - a dat Țării Românești pe ultimii săi doi domnitori: frații Gheorghe Dimitrie Bibescu (1842-1848) și Barbu Dimitrie Știrbei (1849-1856). Uniunea vamală a Țării Românești și a Moldovei (1848) - un prim pas pe calea unirii definitive a celor două țări românești - preocupările pentru întărirea capacității militare de apărare a țării etc., toate aceste fapte dovedesc receptivitatea celor doi domnitori la unele imperative ale vremii. Atunci când a fost vorba însă de o nouă organizare socială, concepută la 1848 și apoi în anii 1857-1859, ei s-au opus.
În primăvara anului 1857 s-a constituit la Craiova, Comitetul Unionist, în rândul căruia se remarcau foștii luptători de la 1848: Petrache Cernătescu, Emanoil Chinezu, Gheorghe Chițu, ș. a.
La 9 octombrie 1857 Adunarea Ad-hoc a Țării Românești a votat în unanimitate pentru Unirea Principatelor. A doua zi, seara, peste 5-6.000 de oameni din toate clasele societății se adunaseră la flacăra torțelor și ovaționau. Participând la această istorică manifestație, pictorul Theodor Aman avea să o imortalizeze în celebrul său tablou.

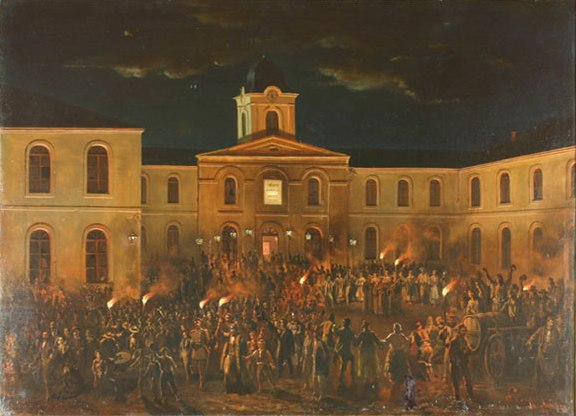
Th. Aman - Hora Unirii la Craiova

În preajma Unirii, Craiova număra circa 25.000 de locuitori, situându-se din acest punct de vedere imediat după capitala Țării Românești, Bucureștiul.
Încă de la începutul pregătirilor pentru intrarea în Războiul de independență (1877 - 1878), când trupele românești au fost concentrate la Dunăre, au participat și unități din Craiova.
Craiova se afla în centrul unei zone direct afectate de războiul antiotoman. Era, prin poziția sa, un centru important, unde se luaseră măsurile necesare sprijinirii desfășurării viitoarelor operații militare, Craiova fiind atunci ca și astazi sediul Armatei I române.

### Secolul XX
Spre sfârșitul secolului al XIX-lea, Craiova - cu cei peste 40.000 de locuitori - era un oraș ce avea mici fabrici și ateliere de produse chimice, mașini agricole, arte grafice, tăbăcării, textile, materiale de construcții etc.
Populația crește, astfel încât în 1910 s-au înregistrat 51.404 locuitori. Era al doilea oraș al fostei Țări Românești, după București.
În 1913 în timpul guvernului Titu Maiorescu se semnează tratatul de pace prin care se încheie Războiul balcanic, tratat cunoscut în istorie sub numele de „Pacea de la Craiova”.
Izbucnirea primului război mondial (1914-1918) a fost receptată în mod diferit de populația Craiovei. Marea majoritate condamna deschis războiul, ca aducător de mizerie. După doi ani de neutralitate, România intră în război (1916) de partea Antantei în speranța împlinirii idealurilor de unitate națională.
În anii neutralității (1914-1916), Craiova a devenit un puternic centru militar, aici fiind cartierul general al „Armatei I”. În august 1916, în momentul intrării în război, Armata I avea un efectiv de 134.400 de oameni.
Vitejia armatelor române nu a fost suficientă pentru a stăvili ofensiva armatelor germane și austro-ungare - bine pregătite, dotate cu tehnică de luptă și având experiența a doi ani de război. După lupte crâncene, armata română a fost nevoită să se retragă. Craiova este ocupată de trupele germane și austro-ungare la 21 noiembrie 1916. În periferia Craiovei are loc celebra „șarjă de la Robănești”, acțiune eroică a cavaleriei române, unde escadronul 3 se sacrifică pentru a neutraliza poziția turnurilor germane care atacau divizia 1/17 infanterie, formată din resturile Diviziilor 1 și 17, care au avut pierderi grele în bătălia de la Jiu. Doar 18 soldați au mai fost recuperați atunci. Jertfa escadronului 3 din Regimentul 9 Rovine a făcut posibil ca Divizia 1/17 infanterie să-și continue marșul în acel întunecat noiembrie al lui 1916.
Timp de doi ani cât a durat administrația militară germană, întreaga viață economică a Craiovei a fost paralizată.
În perioada interbelică, orașul, situat într-o zonă eminamente agrară, înaintează cu pași prea mici pe calea industrializării, în raport cu alte zone urbane ale țării. Marii moșieri din Oltenia, depozitării unor însemnate capitaluri provenite din despăgubirile de la împroprietărirea țăranilor, își vor investi fondurile în bănci și instituții comerciale, în acțiuni neproductive. Numărul celor ce s-au apropiat de industrie a fost extrem de mic. Specific pentru economia orașului, lipsită de marea producție de fabrică, este ponderea însemnată pe care o ocupă munca la domiciliu.
În 1940 Craiova devine locul „conferinței româno-bulgare”, în urma discuțiilor româno-bulgare de la Craiova, s-a semnat un tratat, în 7 septembrie 1940, prin care sudul Dobrogei (Cadrilaterul) revenea Bulgariei.
Populația orașului crește: 63.215 locuitori în 1930, 84.574 în 1948, 96.897 în 1956, 194.235 în 1974.
Începând cu anii 1960 orașul devine un puternic centru industrial; se dezvoltă industria constructoare de mașini și utilaje, de avioane, industria chimică, alimentară, ușoară, a materialelor de construcții, industria electrotehnică, industria extractivă, industria energetică. Între ele se pot enumera Electroputere Craiova, fabrica de avioane, cea de automobile sau Combinatul de la Ișalnița.
Astăzi, Craiova este un important centru economic și universitar-cultural.

## Împărțirea urbanistică a Craiovei în secolele XVIII și XIX

### Mahalale
De-a lungul dezvoltării lor istorice, toate localitățile noastre din fostele principate s-au subîmpărțit în mahalale, formațiuni urbanistice echivalente astăzi cu termenul de cartier sau de suburbie. Termenul are rădăcini în limba turcă. Mahalalele și-au luat numele, prin tradiție, de la numele, de la hramul bisericii sau mănăstirii în jurul căreia se formau, odată cu lărgirea teritorială a așezării și cu creșterea numerică a locuitorilor. Mahalalele își mai luau numele de la numele moșiei pe care se întindeau, de la numele proprietarului, dacă acesta nu corespundea cu al moșiei, de la numele unei personalități marcante a cărei viață, ale cărei calități și activități lăsaseră amintiri trainice în amintirea localnicilor (personalitate laică sau eclesiastică), de la anumite îndeletniciri sau meșteșuguri care dominau preocupările locuitorilor mahalalei, de la unele toponimice anterioare, de la unele evenimente istorice marcante din viața localității sau a mahalalei, precum și de la diverse amintiri sau legende de sorginte laică sau religioasă. În cazul bisericilor sau al mănăstirilor, mahalaua dezvoltată împrejur lua numele acesteia, sau a hramului. În unele cazuri mahalaua împrumuta chiar numele unui slujitor bisericesc mult respectat, care rămânea imprimat prin numele său în tradiția locală.
Cu excepția unor localități care s-au suprapus pe locuiri antice grecești sau romane, toate localitățile noastre au apărut și s-au dezvoltat mai ales în perioada lungă a evului mediu, chiar dacă au urmat unele rădăcini geto-dace. Localitățile născute în evul mediu au avut legături cu anumite moșii cu caracter feudal. Moșiile erau boierești sau domnești. Ele purtau denumiri care numai uneori corespundeau cu numele proprietarului. Localitățile au luat naștere pe anumite moșii, dar au rămas înconjurate de alte moșii peste care urmau a se întinde în cursul dezvoltării ulterioare. Această evoluție istorică a determinat ca localitățile și mahalalele lor să împrumute numele moșiilor pe care se dezvoltau. Se poate aprecia că tradiția aceasta a moșiilor boierești sau domnești care determinau, în parte, denumirea localităților și a mahalalelor a durat, la noi, până în 1864, când s-a trecut la secularizarea averilor mănăstirești și când s-au desființat rangurile și privilegiile boierești, sub domnia lui Alexandru Ioan Cuza. Craiova, localitate cu tradiție medievală, centru polarizator de primă mărime în Țara Românească, a cunoscut atribuirea denumirilor cartierelor sale de început, a mahalalelor, după tradițiile amintite, putând constitui chiar un exemplu în lumea localităților românești.

### Catagrafia din 1835
O primă subîmpărțire a Craiovei în mahalale am găsit-o întocmită la 18 Ghenar 1835 în "Arhivele Statului - Bunuri publice - Condica nr. 26". Ea a apărut sub denumirea: „Catagrafia plășii orașului Craiovii, capitala județului Doljiu, arătând mahalalele, numele moșiilor, bisericile cu hramul lor, preoți, diaconi și țârcovnici”  - în publicația Arhivele Olteniei Nr. 53/1931. Această catagrafie prezintă următoarele 27 de mahalale: (numărul familiilor se referă numai la „dajnici i boieri”, adică numai la cei ce plăteau bir și la boieri) 
1. Mahalaua Obedeanu - moșie domnească - 30 de familii - hramul bisericii Sfinții Împărați.
2. Mahalaua Oăta - ipac (înseamnă idem), adică tot moșie domnească - 49 de familii - hramul bisericii Adormirea (...Maicii Domnului).
3. Mahalaua Sf. Dimitrie - ipac - 93 de familii - hramul bisericii Sfântul Dimitrie.
4. Mahalaua lui Fir - ipac - 93 de familii - hramul bisericii Sfinții Ierarhi.
5. Mahalaua Târgul de afară - ipac - 85 de familii - hramul bisericii Toți Sfinții.
6. Mahalaua Sf. Gheorghe Vechi - ipac - 100 de familii - hramul bisericii Sfântul Gheorghe.
7. Mahalaua Valea Vlăicii - ipac - 40 de familii - hramul bisericii Sfântul Spiridon.
8. Mahalaua Sevastian - ipac - 16 familii - hramul bisericii Sfântul Ioan.
9. Mahalaua Bășica - ipac - 58 de familii - - hramul bisericii Toți Sfinții.
10. Mahalaua Popii Hristii - ipac - 91 de familii - hramul bisericii Sfinții Apostoli.
11. Mahalaua Haralambie - hramul bisericii Sfinții Împărați - nu se precizează nimic despre moșie și despre numărul de familii (biserica avea un pronunțat caracter particular).
12. Mahalaua Hașu - moșie domnească - 90 de familii - hramul bisericii Sfinții Ioachim și Ana.
13. Mahalaua Petru Boji - ipac - 47 de familii - hramul bisericii Adormirea (...Maicii Domnului).
14. Mahalaua Sfinții Voevozi - ipac - 40 de familii - hramul bisericii Sfinții Îngeri.
15. Mahalaua Craiovița - ipac - 70 de familii - hramul bisericii Sfântul Nicolae.
16. Mahalaua Sfântul Gheorghe Nou - ipac - 76 de familii - hramul bisericii Sfântul Gheorghe.
17. Mahalaua Ungurenilor - ipac - 136 de familii - hramul bisericii Sfântul Nicolae.
18. Mahalaua Dorobănția - ipac - 40 de familii - hramul bisericii Sfântul Nicolae.
19. Mahalaua Hera - ipac - 70 de familii - hramul bisericii Sfântul Ioan.
20. Mahalaua Belivacă - ipac - 30 de familii - hramul bisericii Sfântul Nicolae.
21. Mahalaua Podbanița - ipac - 16 familii - hramul bisericii Schimbarea la față.
22. Mahalaua Dud - ipac - 25 de familii - hramul bisericii Adormirea (...Maicii Domnului).
23. Mahalaua Brândușa - ipac - 14 familii - hramul bisericii Sfântul Nicolae.
24. Mahalaua Mântuleasa - ipac - 88 de familii - hramul bisericii Sfânta Troiță.
25. Mahalaua Troiții - ipac - 50 de familii - hramul bisericii Sfânta Troiță.
26. Mahalaua din Târg - ipac - 168 de familii - hramul bisericii Sfântul Ilie.
27. Mahalaua Piscupia (Episcopia) - ipac - 46 de familii - hramul bisericii Sfântul Nicolae.

### Catagrafia din 1838
La numai trei ani după catagrafia anului 1835 s-a procedat la o alta, probabil ca urmare a cutremurului memorabil din 1838. Totodată s-a procedat și la o inventariere amănunțită a stricăciunilor provocate bisericilor cu ocazia cutremurului. Noua catagrafie s-a întocmit „potrivit cu așezarea cinstitei comisii catagraficești”. Orașul a fost împărțit și de această dată în mahalale grupate în jurul bisericilor parohiale. La socotirea populației s-au luat în considerație tot „numai creștini dajnici i boieri”. La statistica din 1838 s-au enumerat numai 26 de mahalale, cu una mai puțin decât în 1835, eliminându-se Mahalaua Haralambie. Despre aceasta nu s-a precizat pe ce moșie s-ar fi aflat și nici numărul de familii păstorite de parohie. Nu s-a precizat nici dacă era cu adevărat o parohie sau o proprietate de familie. O parte din mahalale au fost altfel definite, probabil cu mai multă atenție : 
1. Mahalaua Mănăstirii Domnești - 122 dev familii - hramul bisericii Sfântul Dimitrie - numită în 1835 Mahalaua Sf. Dimitrie.
2. Mahalaua Brândușa - 52 de familii - hramul bisericii Sfântul Nicolae - numită în 1835 Mahalaua Brândușa.
3. Mahalaua Mântuleasa - 97 de familii - hramul bisericii Adormirea Maicii Domnului - numită în 1835 Mahalaua Mântuleasa.
4. Mahalaua Bășica - 97 de familii - hramul bisericii Toți Sfinții - numită în 1835 Mahalaua Bășica.
5. Mahalaua Dorobănția - 80 de familii - hramul bisericii Sfântul Nicolae - numită în 1835 Mahalaua Dorobănția.
6. Mahalaua Popa Hristea - 73 de familii - hramul bisericii Sfinții Apostoli - numită în 1835 Mahalaua popii Hristii.
7. Mahalaua Oota - 61 de familii - hramul bisericii Adormirea Maicii Domnului - numită în 1835 Mahalaua Oăta.
8. Mahalaua Chițăra Nouă - 90 de familii - hramul bisericii Sfântul Ioan botezătorul - numită în 1835 Mahalaua Hera.
9. Mahalaua Ungureni - 154 de familii - hramul bisericii Sfântul Nicolae - numită în 1835 Mahalaua Ungurenilor.
10. Mahalaua Sfinții Voevozi - 41 de familii - hramul bisericii Sfinții Voevozi - numită în 1835 Mahalaua Sfinții Voevozi.
11. Mahalaua Sfântul Ilie - 72 de familii - hramul bisericii Sfântul Ilie - numită în 1835 Mahalaua din Târg.
12. Mahalaua Sfântul Gheorghe Nou - 93 de familii - hramul bisericii Sfântul Gheorghe - numită în 1835 Mahalaua Sfântul Gheorghe Nou.
13. Mahalaua Petru Boji - 67 de familii - hramul bisericii Adormirea Maicii Domnului - numită în 1835 Mahalaua Petru Boji.
14. Mahalaua Postelnicul Fir - 93 de familii - hramul bisericii Sfinții Trei Ierarhi - numită în 1835 Mahalaua Fir.
15. Mahalaua Târgul de afară ot Hagiu - 101 de familii - hramul bisericii Toți Sfinții - numită în 1835 Mahalaua Târgu de afară.
16. Mahalaua Sfântul Spiridon - 44 de familii - hramul bisericii Sfântul Spiridon - numită în 1835 Mahalaua Valea Vlăicii.
17. Mahalaua ot Hașu - 88 de familii - hramul bisericii Sfinții Ioachim și Ana - numită în 1835 Mahalaua Hașu.
18. Mahalaua Episcopia - 18 familii - hramul bisericii Sfântul Nicolae - numită în 1835 Mahalaua Piscupia.
19. Mahalaua Sfântul Gheoghe Vechi - 187 de familii - hramul bisericii Sfântul Gheorghe - numită în 1835 Mahalaua Sfântul Gheorghe Vechi.
20. Mahalaua Craiovița - 80 de familii - hramul bisericii Sfântul Nicolae - numită în 1835 Mahalaua Craiovița.
21. Mahalaua Potbanița - 17 familii - hramul bisericii Adormirea Maicii Domnului - numită în 1835 Mahalaua Podbanița.
22. Mahalaua Belivacă - 30 de familii - hramul bisericii Sfântul Nicolae - numită în 1835 Mahalaua Belivacă.
23. Mahalaua Sevastian - 18 familii - hramul bisericii Sfântul Ioan Botezătorul - numită în 1835 Mahalaua Sevastian.
24. Mahalaua Obedeanu - 46 de familii - hramul bisericii Sfinții Impărați - numită în 1835 Mahalaua Obedeanu.
25. Mahalaua Sfânta Troiță - 65 de familii - hramul bisericii Sfânta Troiță - numită în 1835 Mahalaua Trioții.
26. Mahalaua ot Dud - 40 de familii - hramul bisericii Adormirea Maicii Domnului - numită în 1835 Mahalaua Dud.

În comparație cu catagrafia din 1835, în 1838 nu mai apare Mahalaua Haralambie, despre care, nici anterior, nu se consemnase pe ce moșie se afla și nici numărul de familii din parohie.

## Cultură
Craiova este un oraș cu numeroase construcții vechi: biserici, case și palate boierești sau alte construcții laice.

### Biserici
Biserica Madona Dudu, catedrala Maicii Domnului, este un loc de pelerinaj. Ridicată între anii 1750–1756, biserica a fost refăcută în 1844 după ce a fost distrusă de cutremurul din 1831. Pictura bisericii poartă semnătura lui Gheorghe Tattarescu. Biserica a fost numită astfel după icoana făcătoare de minuni a Maicii Domnului care – spune legenda – ar fi fost găsită într-un dud aflat pe locul unde a fost construit ulterior altarul.
Cea mai veche construcție din zona Craiovei care s-a păstrat, atestată ca atare, este mănăstirea Coșuna - Bucovățul Vechi. Ea se înscrie în categoria construcțiilor religioase-monumente din Țara Românească. O veche cartografiere susține că mănăstirea ar fi fost zidită în 1483 (părere la care subscriu, deopotrivă, istoricii Bogdan Petriceicu Hașdeu și Nicolae Iorga). Pentru zidirea bisericii s-a folosit piatră (pentru temelie) și cărămidă (pentru soclu și ziduri) din castrul roman Pelendava.
O altă biserică importantă este biserica Sfântul Dimitrie a mănăstirii Jitianu în satul Braniște, ctitorie a lui Șerban Voievod (1654 - 1658). Biserica a fost restaurată în 1717, 1852, 1910, 1926 și 1958. Astăzi, în interiorul clădirii civile a mănăstirii se află o bogată colecție de odoare ale artei medievale din Oltenia.
Alte biserici importante sunt: Biserica Sfântul Ilie, construită în 1720 de vornicul Ilie Oteteleșanu și marii negustori ai orașului și zugrăvită de pictorul Constantin Lecca între anii 1840 - 1841, refăcută în 1893, pictura actuală fiind cea executată de George Ioanid și Gheorghe Tattarescu, Biserica Tuturor Sfinților (1700), Biserica Sfântu Gheorghe -Vechi (1730), Mănăstirea Obedeanu (1747), Biserica Mântuleasa (1786), Biserica Sfântul Nicolae - Amaradia (1794), Biserica Evanghelică (1872).
Un loc aparte între construcțiile vechi îl ocupă Catedrala Mitropolitană Sf. Mare Mucenic Dimitrie, protectorul orașului Craiova, care apare și pe blazonul orașului. Ridicată pe locul unei biserici mai vechi ctitorită de boierii Craiovești la sfârșitul secolului al XV-lea (1483) sau începutul secolului al XVI-lea, Biserica Domnească este considerată a fi opera lui Matei Basarab - după cele scrise în pisania din 1652. Catedrala actuală Sfântul Dumitru a fost ridicată în 1889 pe locul fostei biserici distruse de cutremurul din 1840 în vatra veche a orașului, după planurile arhitectului francez André Lecomte du Noüy. Picturile interioare au fost realizate între anii 1907-1933. Fosta Biserică Domnească a devenit catedrală ortodoxă în 1940. Icoana Sfântului Dumitru a fost executată în mozaic venețian. Patrimoniul metropolitan păstrează odoare valoroase, printre care se numără un vas bizantin datând din secolul al XV-lea - mărturie a continuității spirituale românești în acest spațiu.

### Construcții laice
Casa Băniei este cea mai veche clădire laică existentă azi în oraș, datând din anul 1699; după aprecierile istoricilor de artă, ea continuă una mai veche, din secolul al XV-lea, clădită de Barbu Craiovescu. Refăcută de Constantin Brâncoveanu, Casa Baniei are două nivele, cu camere cu bolți de cărămidă la parter, cu camere și cerdace la etaj. Aici se aduna divanul Craiovei.
În Craiova există mai multe fântâni vechi celebre, printre care:
- Fântâna Jianu (în Grădina Botanică), construită în jurul anului 1800 de boierul Hagi Stan Jianu, unchiul lui Iancu Jianu. Este unul dintre cele mai importante obiective turistice din Craiova care pe vremuri era un popas pentru căruțașii care își adăpau animalele
- Fântâna Purcarului (pe strada Matei Basarab), a fost construită în 1818 de jupânul și negustorul de porci Pavel Teodor și Kir (jupânul) Marin Bulugbașa
- Fântâna Popova (pe strada Fântâna Popova), (mai este cunoscută și sub numele de Fântâna Basarabeștilor). Aceasta există încă de la începutul secolului al XVII-lea, fapt reieșit dintr-un act datând din anul 1613.

După 1800 se încearcă o sistematizare a orașului: se pavează principalele străzi cu bazalt artificial, gresie de Yvoir sau porfir aduse din Elveția, Franța sau Belgia; se fac trotuare, iar pe marginea acestora se plantează pomi.
În 1854 se introduce iluminatul public, prin lămpi cu ulei de rapiță, apoi începând cu anul 1858 se folosesc lămpi cu petrol, pentru ca în 1887, la Teatrul de Operă și Operetă "Elena Teodorini"  (azi Opera Română Craiova), să se aprindă primele becuri electrice, iar din 1896 orașul să aibă propria sa uzină electrică.
Noile clădiri sunt construite în diferite stiluri: renaștere, baroc, clasic, neoclasic, romantic, românesc, de către arhitecți francezi, italieni, nemți sau români. În plastica arhitecturală domină formele caracteristice eclectismului european, în special academismul francez.
O ilustrare a acestui stil la Craiova o constituie Palatul Jean Mihail realizat între anii 1899 - 1907 de către arhitectul francez Paul Gottereau, la cererea lui Constantin Mihail - unul dintre cei mai bogați oameni ai României din acele vremuri. Palatul era conceput pentru a servi ca locuință particulară. La construcția sa s-au folosit materiale de cea mai bună calitate: valoroasa stucatură, în parte aurită, luminatoarele, oglinzile venețiene, plafoanele pictate, candelabrele din cristal de Murano, coloanele, scările din marmură de Carrara, pereții tapisați cu mătase de Lyon, lambriurile, mobilierul stilat, feroneria, toate dădeau încăperilor un aer de eleganță și gust rafinat. Palatul a fost acoperit cu ardezie și dotat de la început cu instalație electrică și încălzire centrală. Constantin Mihail moare în 1908, iar palatul îi va reveni fiului său cel mic, Jean Mihail. Palatul a fost donat statului în anul 1936. Astăzi clădirea adăpostește Muzeul de Artă din Craiova.

Mitropolia Olteniei (Palatul Vorvoreanu)

Palatul Vorvoreanu – actualul sediu al Mitropoliei Olteniei – este un palat cu aspect impresionant, realizat după planurile arhitectului Dimitrie Maimarolu; el prezintă influența mai târzie a Renașterii franceze, caracterizată prin acoperișuri mansardate, multitudine de ornamentări și stucaturi, respectiv interioare bogat decorate.
Realizarea fostului Palat de Justiție (astăzi sediul central al Universității din Craiova) a fost proiectată, în 1890, de arhitectul Ion Socolescu. Edificiul este o ilustrare a neoclasicismului în arhitectură.
O altă construcție deosebită este clădirea fostei Bănci a Comerțului, acum sediul Primăriei Craiovei. Proiectată de arhitectul Ion Mincu, este terminată în 1916 de către elevul său Constantin Iotzu. Clădirea are un interior bogat decorat cu stucaturi, vitrouri, mozaicuri venețiene și grilaje de fier forjat.
O construcție interesantă, viguroasă, cu caractere arhitectonice populare, este fostul Palat Administrativ, astăzi sediul Prefecturii și Consiliului Județean Dolj. Operă a arhitectului Petre Antonescu, această clădire a fost realizată între anii 1912-1913.

### Muzeul de artă

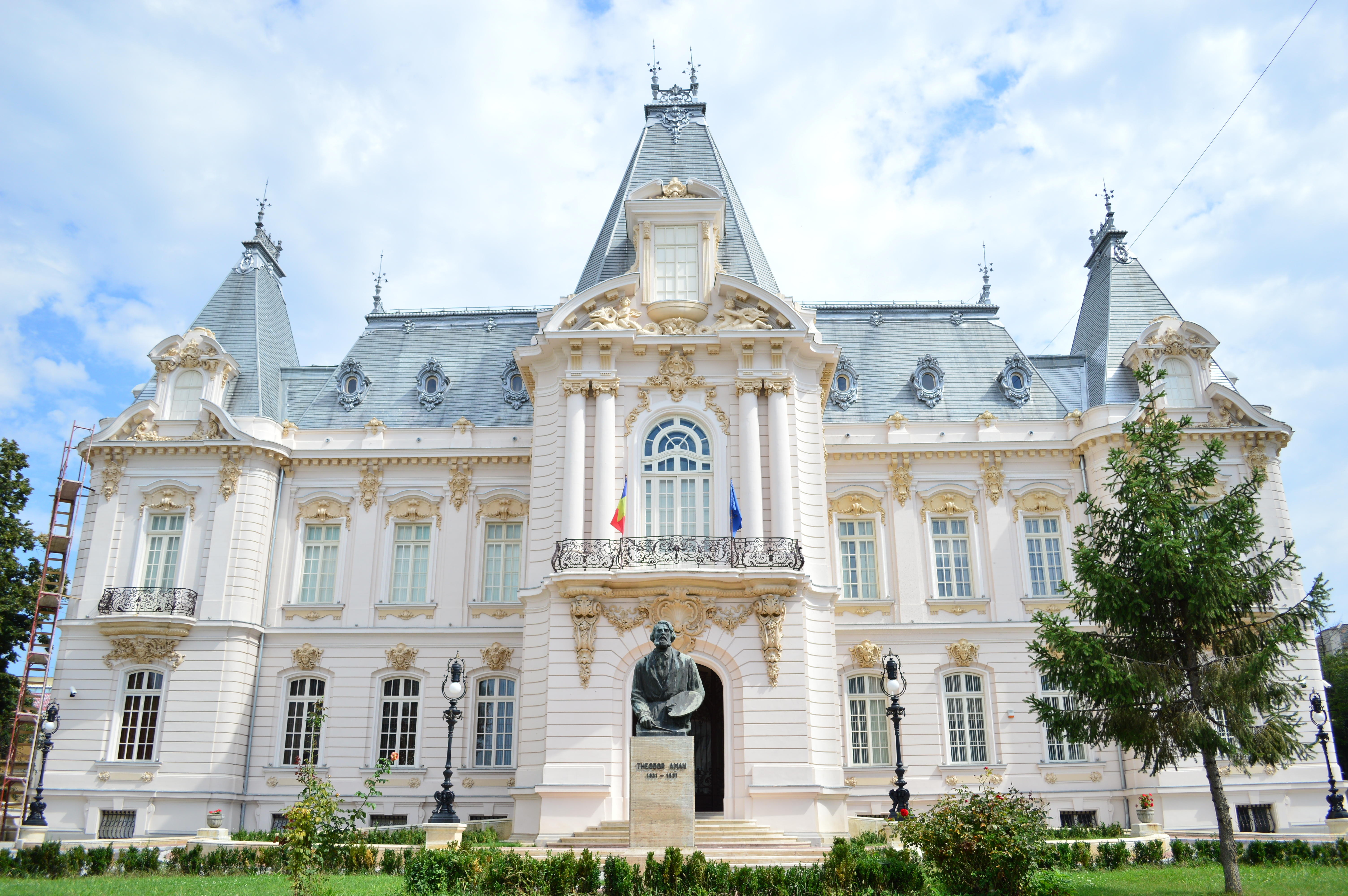
Muzeul de artă

Clădirea care adăpostește muzeul a fost ridicată în 1896 după planurile arhitectului francez Paul Gottereau. Unul din principalele puncte de interes ale muzeului este reprezentat de galeria care expune câteva din operele marelui sculptor Constantin Brâncuși. Lucrările expuse aici datează din prima perioadă de creație a artistului, care a urmat Școala de Arte și Meserii din Craiova. În cele două săli ale muzeului oferite cabinetului Constantin Brâncuși sunt expuse șase lucrări: „Sărutul” - realizat în piatră în 1907, „Vitellius” - cea mai veche lucrare a sculptorului, realizată în 1898 din ghips, „Tors de femeie” - lucrare din marmură ce datează din 1909, „Orgoliul” - executat în 1905, „Cap de băiat” realizat în 1906, „Domnișoara Pogany”, „Scaun” și respectiv „Ecorșeul” - executat în ghips în 1902.

### Alte edificii

Teatrul Național "Marin Sorescu" Craiova

Muzeul Olteniei este unul dintre cele mai cunoscute muzee ale orașului. Înființat în 1915, muzeul este organizat în 3 secții: etnografie, istorie și științele naturii. Muzeul dispune de un bogat patrimoniu ce cuprinde colecții de numismatică și arheologie precum și diverse obiecte și documente ce ilustrează principalele evenimente istorice ale acestor meleaguri. Muzeul a fost organizat pe baza donațiilor făcute în 1908.
În Craiova interbelică se construiește așa-numita Casa Alba (pe una din laturile grădinii centrale – English Park – realizată în stilul unui scuar londonez), după planurile arhitectului Constantin Iotzu.
Dintre realizările contemporane trebuie amintit noul edificiu al Teatrului Național "Marin Sorescu", inaugurat în 1973, aflat printre primele trei teatre din România, Filarmonica de Stat „Oltenia” , înființată în 1947 (gazda unor festivaluri naționale și internaționale de renume), precum și Teatrul de Operă și Operetă Elena Teodorini (fostul Teatru Liric).
Lista reperelor arhitectonice craiovene mai cuprinde:
- Parcul Nicolae Romanescu, care dispune de lacuri, debarcader, restaurante, stadion (Parc), velodrom, teatru de vară, hipodrom, multe specii rare de arbori și plante precum și o grădină zoologică, fiind unul dintre cele mai mari parcuri din Europa;
- Grădina Botanică „Alexandru Buia” a fost amenajată din inițiativa botanistului craiovean Alexandru Buia (n. 23 martie 1911 Sângeorz-Băi, județul Bistrița-Năsăud - d. 4 octombrie 1964, Craiova), cu scopul de a servi ca bază de studiu pentru studenții facultăților de agronomie și horticultură, dar și ca zonă de agrement. Grădina cuprinde o suprafață de 17 ha și este delimitată pe sectoare distincte: ornamental (aproape 4,5 ha), sistematic, flora globului, economic;
- Biblioteca Județeană Dolj, ridicată de Fundația „Alexandru și Aristia Aman”;
- Casa Memorială „Elena Farago”,  clădire declarată monument istoric (DJ-II-m-A-08026), parte componentă a Bibliotecii Județene „Alexandru și Aristia Aman” Dolj;
- Casa Dianu, care găzduiește Muzeul Cărții și Exilului Românesc.

O altă zonă vegetală și turistică deosebită o reprezintă Terasa (Lunca) Jiului, un parc-pădure întins pe o suprafață de peste 60 ha, pe malul stâng al râului Jiu.

## Personalități

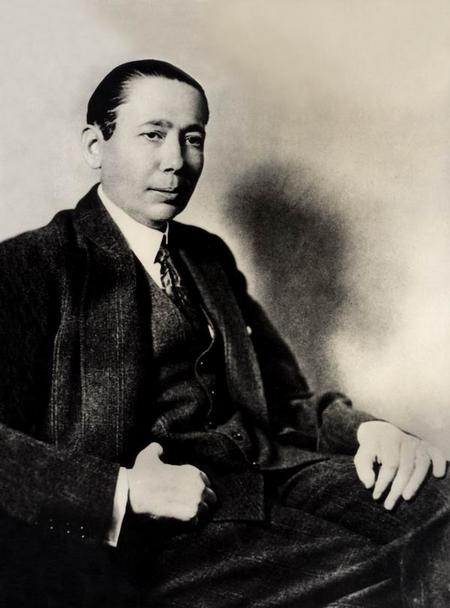
Nicolae Titulescu

- Petrache Poenaru (1799-1875), fondatorul colegiilor naționale din București și Craiova, organizatorul învățământului național românesc, inventatorul tocului rezervor, brevetat de guvernul francez în mai 1827. În tinerețe a fost pandur în armata lui Tudor Vladimirescu (șef al cancelariei și conțopiștilor), „foaia de propagandă” a armatei lui Tudor Vladimirescu, apărută la inițiativa sa, a însemnat și primul ziar românesc.
- Nicolae Titulescu, diplomat și om politic.
- Gogu Constantinescu, inginer
- Alexe Marin (1814-1895), primul titular al catedrei de chimie de la Facultatea de Științe din București

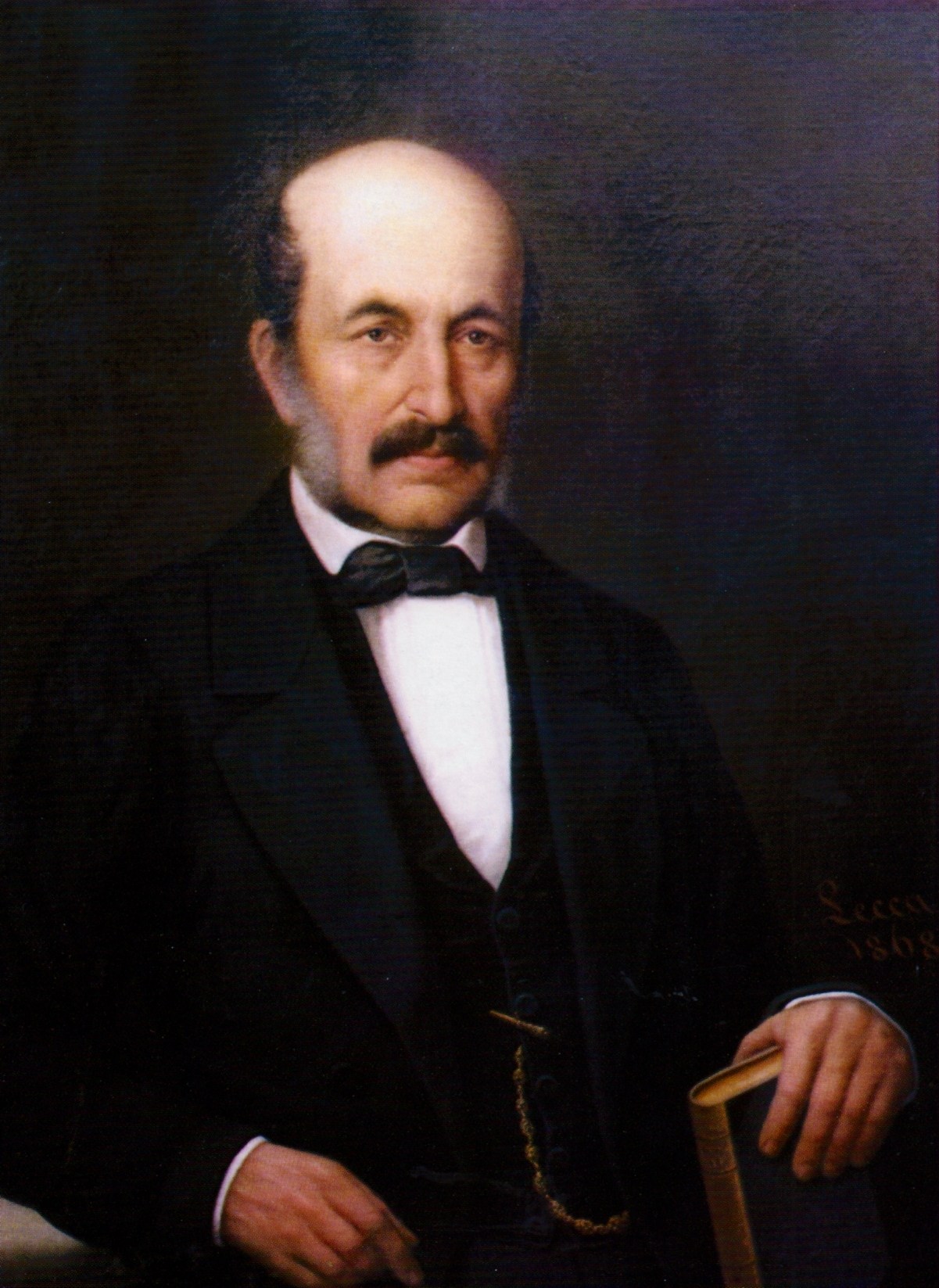
Petrache Poenaru

- Ilie G. Murgulescu (n.1902 -m.1991), om de știință, chimist, academician român.
- Eugeniu Carada (1836-1910) fondatorul Băncii Naționale a României
- Horia Macellariu, contraamiral român, care a luptat în cel de-al doilea război mondial

- Gheorghe Țițeica, matematician
- Traian Lalescu, matematician

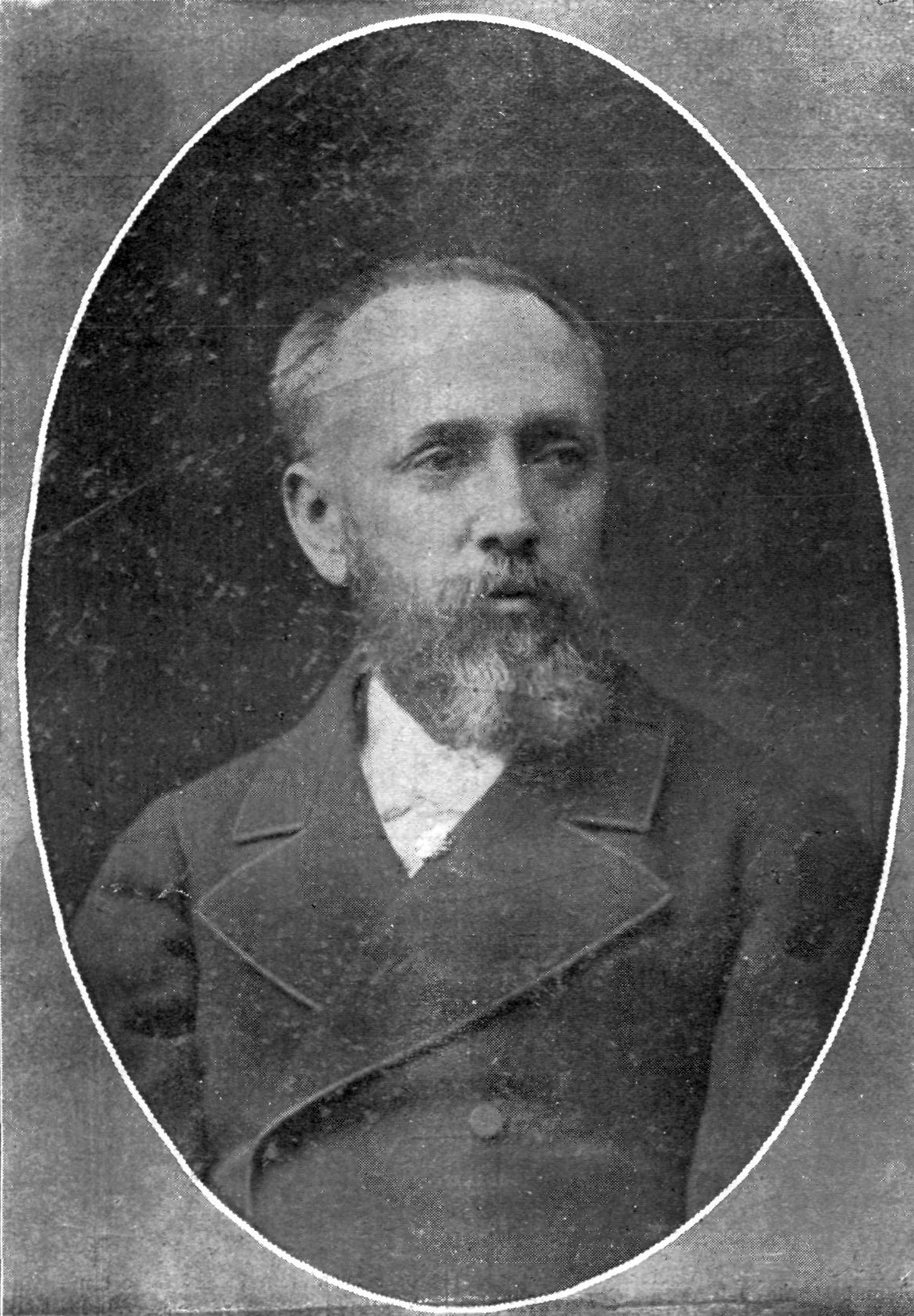
Eugeniu Carada

- Nicolae Coculescu, fondatorul Observatorului Astronomic din București
- Dimitrie Gerota, medic
- Nicolae Vasilescu Karpen, om de știință, inginer și inventator.

- Alexandru Macedonski, scriitor
- Ion Minulescu, scriitor
- Adrian Păunescu, scriitor
- Traian Demetrescu, scriitor

- Gib I. Mihăescu, scriitor
- Alexandru Mitru, scriitor
- Marin Sorescu, scriitor
- Constantin Nisipeanu, poet

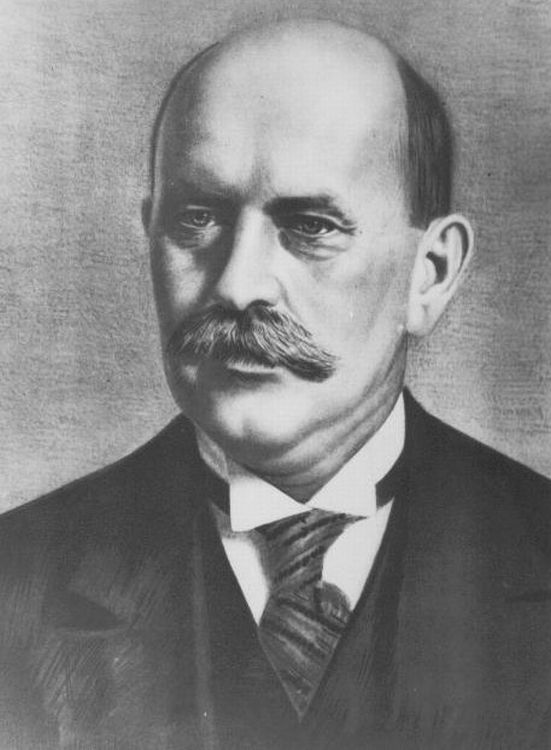
Gheorghe Țițeica

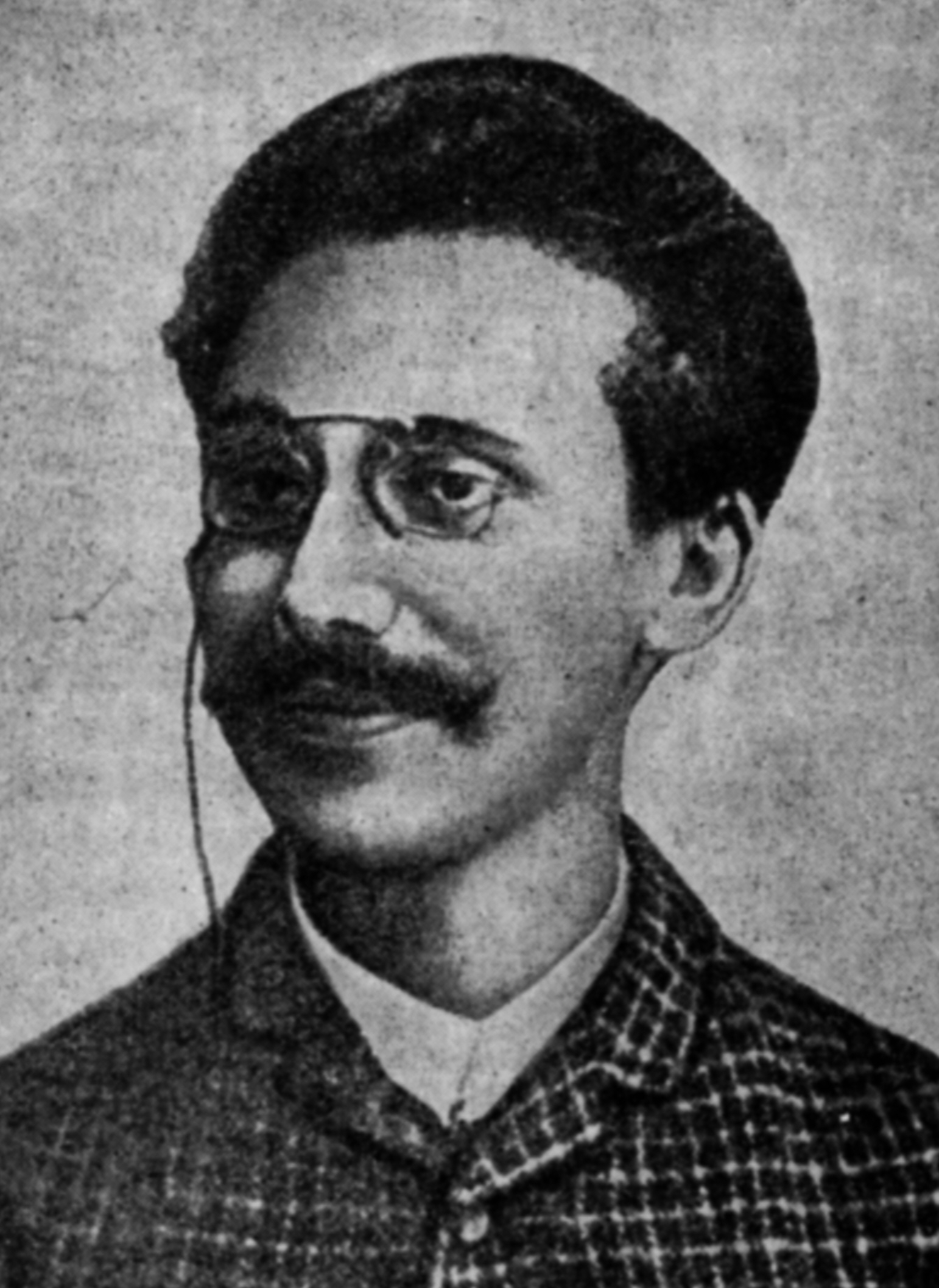
Traian Demetrescu

- Constantin Rădulescu-Motru, filozof
- Constantin Brâncuși a urmat Școala de arte și meserii din Craiova (între anii 1894 - 1898)

- Theodor Aman, pictor
- Constantin Lecca, pictor
- Eustațiu Stoenescu, pictor
- Ion Țuculescu, pictor

- Corneliu Baba, pictor
- Francisc Șirato, pictor
- Sever Burada, pictor

- Doina Badea, cântăreață
- Ion Vasilescu, compozitor
- Virgil Popescu, compozitor
- Mia Braia, cântăreață

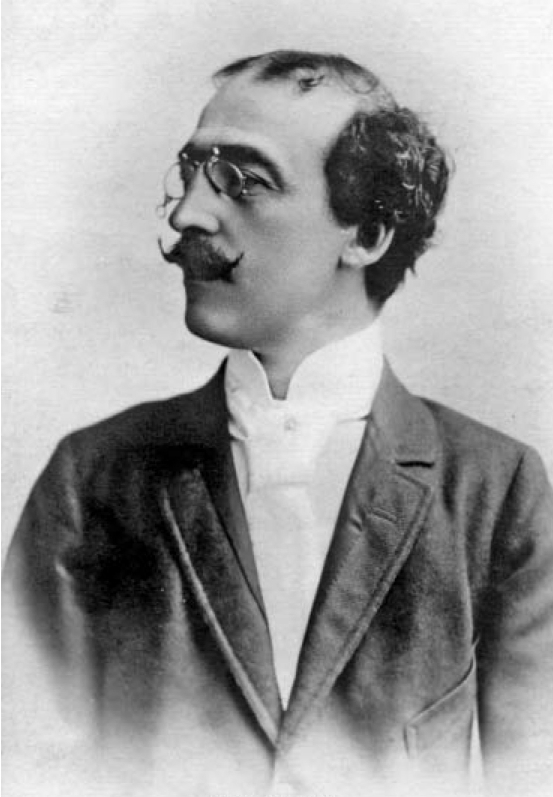
Alexandru Macedonski

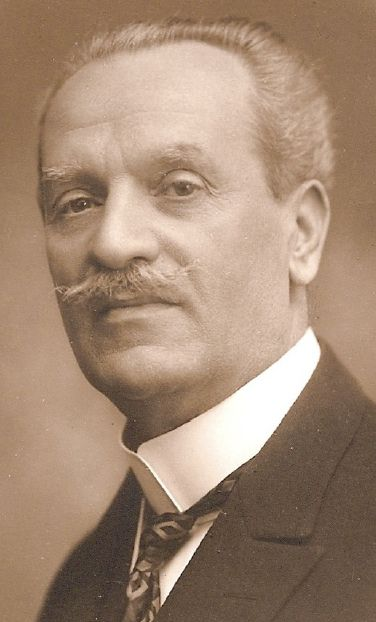
Dimitrie Gerota

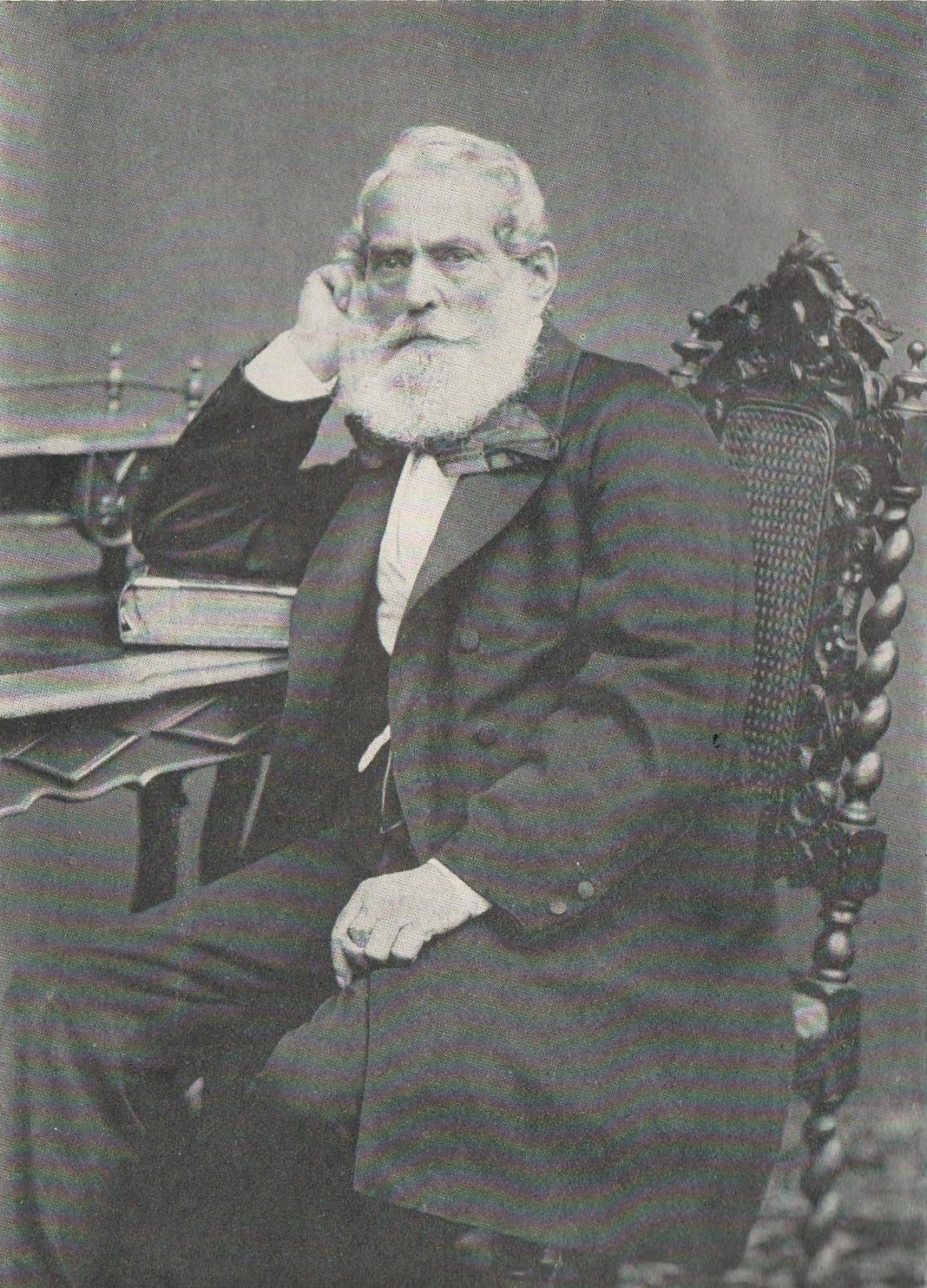
Constantin Lecca

- Gaby Michailescu, cronicar, impresar de teatru și memorialist român
- Tudor Gheorghe, cântăreț, compozitor și actor român,
- Jean Negulescu, regizor, scenarist, actor, producător
- Titu Maiorescu (1840 - 1917) academician, avocat, critic literar, eseist, estetician, filozof, pedagog, politician și scriitor român, prim-ministru al României între 1912 și 1914, ministru de interne, membru fondator al Academiei Române, personalitate remarcabilă a României sfârșitului secolului al XIX-lea și începutului secolului XX.
- Ludovic Mrazek (1867 - 1944), om de știință român, specialist în geologie și în exploatarea petrolului, membru al Academiei Române

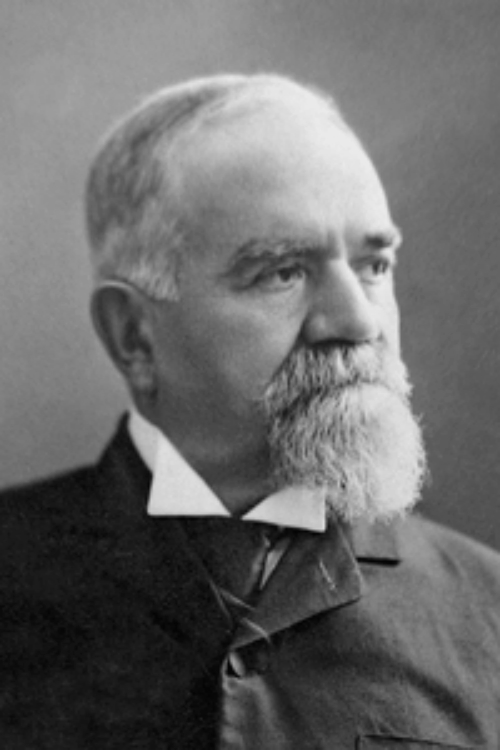
Titu Maiorescu

- Dan Sava (1966-1999), umorist român, membru al grupului de umor Vacanța Mare (1988-1999)
- Ioana Bulcă (n. 1933, Podari), actriță
- Flavia Buref (1934-2016), actriță
- Dionisie M. Pippidi, arheolog
- Ion Marinescu (n. 1930-m.1998), actor

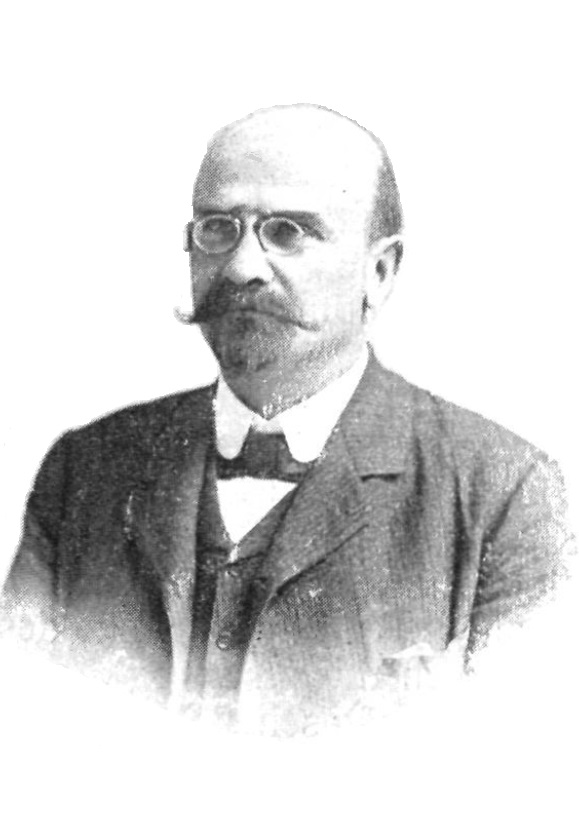
Ludovic Mrazek

- Marcel Anghelescu (n.1909-m.1977), actor
- Nicolae Petrescu-Găină (1871-1931), caricaturist
- George Fotino (1896-1969), istoric
- Ștefan Vellescu (1838-1899), actor, regizor
- Aristizza Romanescu (1854-1918), actriță
- Lari Giorgescu, actor
- Adela Liculescu

### Cetățeni de onoare
Titlul de cetățean de onoare al orașului Craiova a început să fie acordat din anul 1993.

## Transport
- Transport local

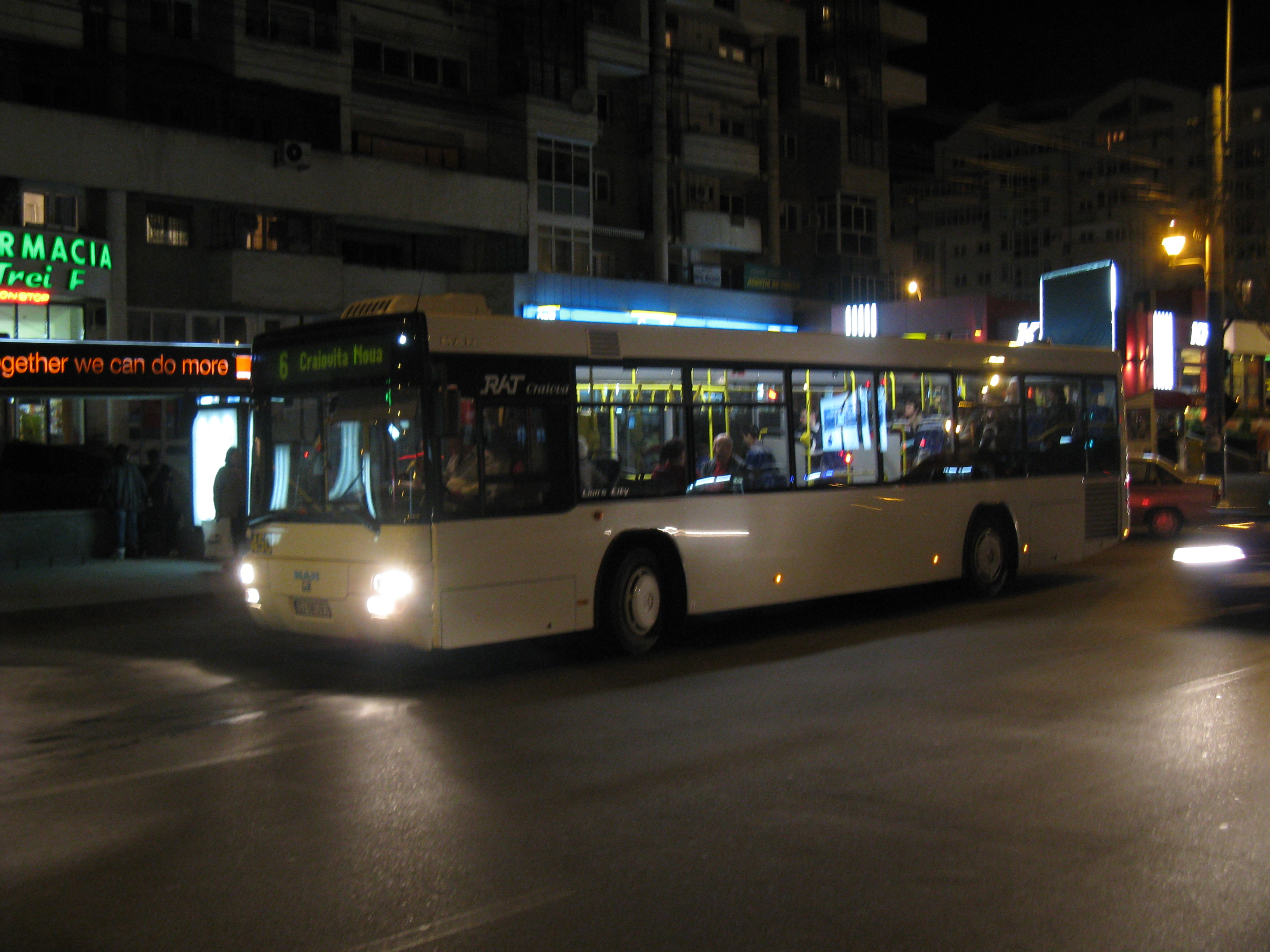
Autobuz MAN EL 283 circulând pe traseul 6.

Transportul în comun în orașul Craiova a fost înființat în septembrie 1948 având în parcul auto 2 autobuze primite de la București. La ora actuală Craiova beneficiază de o varietate de trasee rapide, normale, dar și de o linie de tramvai ce se întinde pe o distanță de 18,4 km.
RAT SRL Craiova
- Trasee tramvai:
  - 100: Electroputere – Calea București – Piața Centrală – Craiovița Nouă – PECO Severinului
  - 101: Ford România – Electroputere – Calea București – Piața Centrală – Craiovița Nouă – PECO Severinului – CLF (Izvorul Rece).
  - 102: Ford România – Electroputere – Calea București – Piața Centrală – Craiovița Nouă – PECO Severinului – CLF (Izvorul Rece)– Termocentrală Ișalnița.

- Trasee rapide autobuze:
  - E1 Traseu tur: Craiovița Nouă - Stația 30 (Cinema) - Stația 10 (Orizont) – bloc 83 – Unitatea Militară – Olimp – bloc F8 – Complex Vechi – Gară (BRD) – Bacriz – Rovine – Vama Lăpuș – SUCPI – Pasaj Electro – Electroputere – MAT SA – Shell – Bănie – Spitalul Militar – IRA 8 – Piața Chiriac – Confecții – Liceul de Artă – Stadion – Sfântul Dumitru - Agronomie – Obedeanu – Craiovița Veche – Compania de Apă – Casa Tineretului – Liceul de Chimie – Segarcea – Craiovița Nouă
  - E1 Traseu retur:  Craiovița Nouă - Stația 10 (Orizont) – Stația 30 (Cinema) - Segarcea – Liceul de Chimie – Casa Tineretului – Compania de Apă – Agronomie – Madona Dudu – Helin – Spitalul 1 – Confecții – Parc – Piața Chiriac – IRA 8 – Spitalul Militar – Bănie – Shell – MAT SA – Electroputere – Pasaj Electro – IML – Vama Lăpuș – Rovine – Bacriz – Gară (Peron 1) – Bloc 41 – Bloc B2 – Olimp – Unitatea Militară – BIG Vechi – Craiovița Nouă

- Trasee autobuz:
  - 1: Gară - Olteț - PECO Romanești - Fântâna Popova
  - 2b: Cernele - Compania de Apă - Piața Centrală
  - 3b: Craiovița Nouă - Olteț - IRA 8 - Bănie
  - 4: Piața Centrală - Olteț - Spitalul 1 - PECO Romanești - Făcăi
  - 5b: Piața Centrală - Olteț - IRA 8 - ANL - Veteranilor
  - 6: Craiovița Nouă - Teatrul Național - Spitalul 1 - PECO Romanești
  - 7: Gară - Craiovița Nouă - Promenada Mall - Râului - Ciupercă
  - 8: Gară - Piața Centrală - Pod Electro - Hanul Doctorului - Aeroport (în curând)
  - 9: Craiovița Nouă - Teatrul Național - Electroputere - Aeroport - Metro
  - 10: Fântâna Popoveni - Spitalul 1 - Râului - Spitalul nr. 2 - Piața Centrală
  - 11: Rovine 2 - CLF - PECO Severinului - Casa Tineretului - Spitalul 2 - Piața Centrală
  - 13: Gară - Spitalul 2 - Casa Tineretului - Compania de Apă
  - 17b: Gară - CET 2 - Șimnic
  - 20: Gară - Spitalul 2 - Agronomie - Spitalul nr. 1 - Parcul Tineretului - Water Park
  - 23b: Carpenului - Bariera Vâlcii - Brazda lui Novac - Spitalul 2 - Teatru - Piața Centrală
  - 24: OLASPROD - Parc - Olteț - Siloz - Institut - Vama Lăpuș - Olteț - Spitalul 1 - Dunărea - OLASPROD
  - 25: Gară - Spitalul 2 - Olteț - Siloz - Bănie - Ford - Selgros
  - 29b: Bucovăț - Mofleni - Spitalul 1 - Centru Olteț - Piața Centrală

### Transport aerian
Transportul aerian este asigurat de Aeroportul Internațional Craiova, care este așezat în zona estică a orașului, la 7 km de centru.
Destinațiile disponibile de la aeroportul din Craiova prin WizzAir sunt:
- Milano (Bergamo) - 3 zboruri/săptămână
- Londra (Luton) - 5 zboruri/săptămână
- Roma (Ciampino) - 2 zboruri/săptămână
- Bologna (Guglielmo Marconi BLQ) - 2 zboruri/săptămână
- Barcelona (El Prat BCN) - 2 zboruri/săptămână*
- Paris (Beauvais) - 2 zboruri/săptămână*
- Köln (Köln-Bonn) - 2 zboruri/săptămână*
- Veneția (Treviso) - 2 zboruri/săptămână*
- Liverpool (John Lennon) - 2 zboruri/săptămână*  Madrid (Madrid-Barajas) - 2 zboruri/săptămână*
- Tel Aviv (Ben Gurion) - 1 zbor/săptămână

La aeroport se poate ajunge cu linia 9 de autobuz (Craiovița Nouă – Centru – Institut – Spitalul Nr.3 – Hotel Helin – Aeroport – Metro).

## Educație

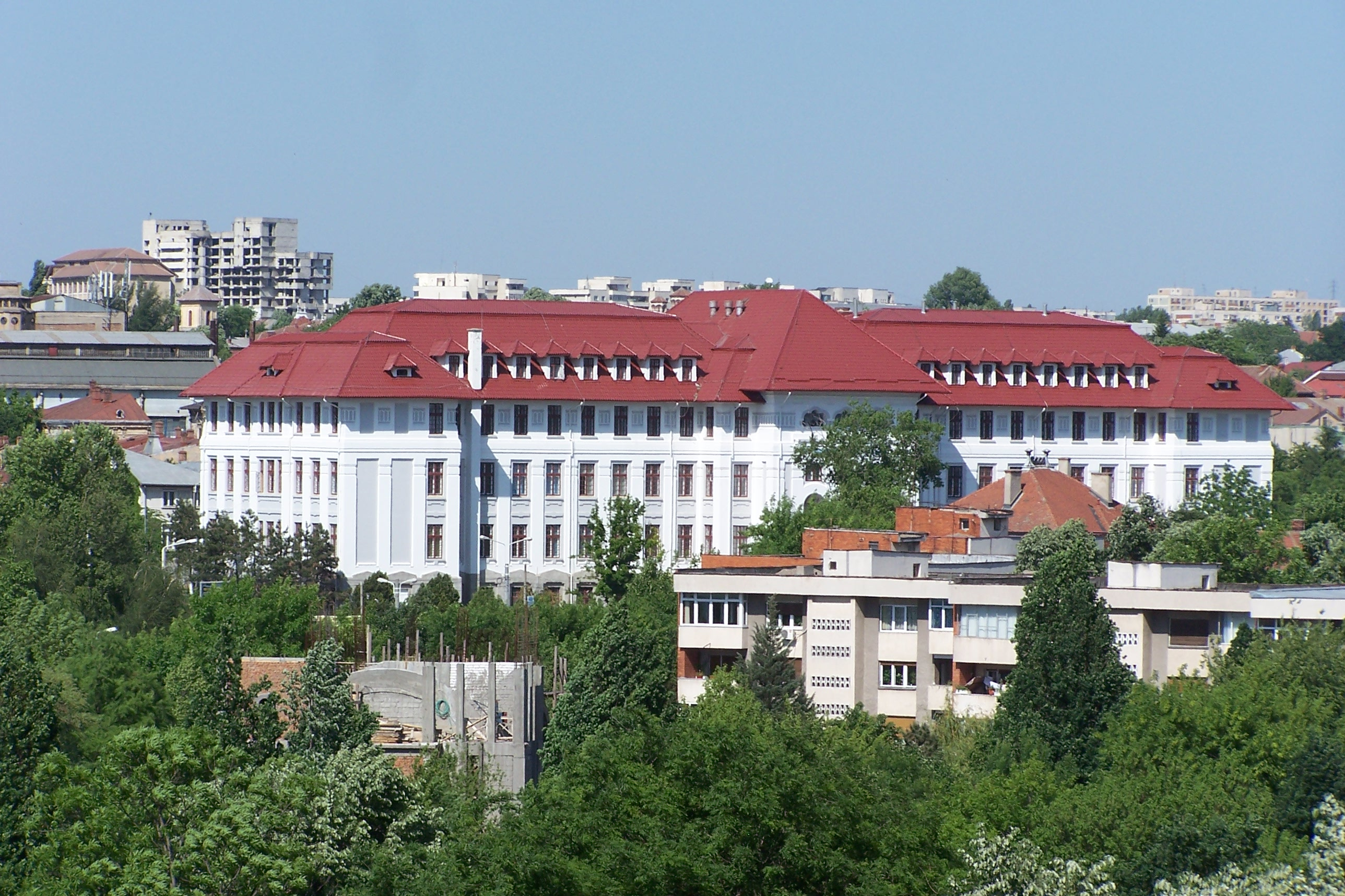
Universitatea de Medicină și Farmacie. Vedere dinspre Spitalul Clinic Județean de Urgență Craiova

Craiova este centru universitar. Învățământul organizat este instituit aici în 1759 de boierul Constantin Obedeanu. În primăvara anului 1826 școala Obedeanu este transformată în Școala Națională de Limba Română. Ca vechime este a doua școală românească de grad mediu, după Colegiul Național „Sfântul Sava” din București (1818).

### Învățământ preuniversitar

#### Școli gimnaziale
- Școala Nr. 2 „Traian”
- Școala Nr. 12 „Decebal”
- Școala Nr. 13 „Anton Pann”
- Școala Nr. 14 „Ion Țuculescu”
- Școala Nr. 16 „Ion Creangă”
- Școala Nr. 18 „Sfântul Dumitru”
- Școala Nr. 19 „Lascăr Catargiu”
- Școala Nr. 21 „Gheorghe Țițeica”
- Școala Nr. 22 „Mircea Eliade”
- Școala Nr. 24 „Sfântul Gheorghe”
- Școala Nr. 29 „Nicolae Romanescu”
- Școala Nr. 30 „Mihai Viteazul”
- Școala Nr. 31 „Theodor Aman”
- Școala Nr. 32 „Alexandru Macedonski”
- Școala Nr. 33 „Elena Farago”
- Școala Nr. 36 „Gheorghe Bibescu”
- Școala Nr. 37 „Mihai Eminescu”
- Școala Nr. 39 „Nicolae Bălcescu”

#### Colegii
- Colegiul Național Militar „Tudor Vladimirescu" Craiova
- Colegiul Național "Carol I”
- Colegiul Național Economic „Gheorghe Chițu"
- Colegiul Național „Elena Cuza”
- Colegiul Național „Frații Buzești”
- Colegiul Național „Nicolae Titulescu”
- Colegiul Național Pedagogic „Ștefan Velovan”
- Colegiul „Ștefan Odobleja"

#### Grupuri școlare
- Grupul Școlar „Traian Vuia” Craiova
- Grupul Școlar Industrial Energetic Craiova
- Grupul Școlar „Charles Laugier"
- Grupul Școlar „Matei Basarab"
- Grupul Școlar Industrial Transporturi Căi Ferate
- Grupul Școlar de Transporturi Auto

#### Licee teoretice
- Liceul Teoretic „Tudor Arghezi"
- Liceul Teoretic „Henri Coandă"
- Liceul „Voltaire”

#### Școli de arte și meserii
- Colegiul Tehnic „Costin D. Nenițescu"
- Colegiul Tehnic de Arte și Meserii „Constantin Brâncuși"
- Colegiul Tehnic de Industrie Alimentară
- Liceul de Arte „Marin Sorescu"
- Liceul Tehnologic „George Bibescu"
- Școala Populară de Arte și Meserii "Cornetti"
- Liceul Tehnologic UCECOM Spiru Haret
- Liceul cu Program Sportiv „Petrache Trișcu”

#### Licee teologice
- Seminarul Teologic Ortodox „Sfântul Grigorie Teologul”
- Liceul Teologic Adventist

### Învățământ universitar
- Universitatea din Craiova
- Universitatea de Medicină și Farmacie din Craiova
- Universitatea „Spiru Haret”

## Biblioteci
- Biblioteca Universității din Craiova

- Biblioteca Județeană “Alexandru și Aristia Aman”
- Biblioteca Franceză Omnia

## Economie
Craiova a fost, de-a lungul timpului, un important târg, principala îndeletnicire fiind comerțul, întreaga istorie a orașului fiind marcată de poziția de nod comercial și administrativ. Orașul s-a menținut ca centru comercial în care se tranzacționau: cereale, animale, sare, piei, seu și cervis.
Ca urmare a cerințelor mereu crescânde ale exportului s-a înființat la Craiova, în 1846, prima societate românească pe acțiuni pentru transportul cerealelor cu vaporul pe Dunăre, la Brăila.
În preajma anului 1860 în Craiova existau 4.633 clădiri, dintre care 3.220 case, 26 biserici, 11 școli, 60 fabrici-ateliere. Existau și aproximativ 90 de stabilimente cu caracter industrial, dintre care: 12 mori, 3 fabrici de bere, 2 fabrici de gaz și ulei, 4 tăbăcării, 2 tipografii. Statisticile înscriu existența la Craiova a 57,7% din numărul total al meseriașilor din cuprinsul județului Dolj (1.088 meseriași, 697 calfe și 485 ucenici).
Spre sfârșitul secolului al XIX-lea, Craiova era un oraș ce avea mici fabrici și ateliere de produse chimice, mașini agricole, arte grafice, tăbăcării, textile, materiale de construcții etc.
La 26 octombrie 1896 intră în funcțiune uzina electrică a Craiovei (cu echipamente AEG - Allgemeine Elektricitäts-Gesellschaft), având o putere instalată de 310 cai-putere, și care alimenta 365 de lămpi de pe 39 de străzi într-o rețea de 30 de kilometri. Craiova a fost primul oraș al țării alimentat cu curent electric pe bază de motoare cu ardere internă.
În anul 1900, Craiova deținea 43,1% din numărul întreprinderilor din Oltenia, cuprinzând 924 de firme (dintre care 20 aparțineau industriei mari, folosind 1078 de muncitori). În 1925, numărul firmelor încadrabile în „industria mare” se ridică la 40, iar în 1930 numărul de muncitori este de 5.530.
Se afirmă și comerțul bancar, la începutul secolului al XX-lea existând deja șase bănci și două case de schimb valutar.
În perioada interbelică, orașul, fiind situat într-o zona eminamente agrară, înaintează cu pași prea mici pe calea industrializării. Astfel, în 1939, în Craiova existau numai 7 întreprinderi cu peste 100 de muncitori: Fabrica de postav „Oltenia”, „Scrisul Românesc, Fabrica de paste făinoase „Concordia”, Fabrica de pâine și paste făinoase „Barbu Druga”, „Semănătoarea”, Uzina Electrică și Fabrica de pâine „Traiul”.
Singura ramură industrială ale cărei întreprinderi puteau fi comparate cu unități similare din alte centre ale țării era industria artelor grafice. Cele două întreprinderi tipografice craiovene „Ramuri” și „Scrisul Românesc” se bucurau de un bun renume în țară și chiar peste hotare.
Începând cu anii 1960 orașul devine un puternic centru industrial; se dezvoltă industria constructoare de mașini și utilaje, de avioane, industria chimică, alimentară, ușoară, a materialelor de construcții, industria electrotehnică, industria extractivă și industria energetică.
După decembrie 1989, s-a remarcat o scădere a producției în domeniul industrial, totuși industria continuă să reprezinte ramura de activitate cu mare pondere în economia orașului (70%).
În perioada ulterioară revoluției se înregistrează progrese reale în dezvoltarea serviciilor de telecomunicații, a serviciilor bancare și de asigurări, a serviciilor de consultanță în afaceri (CDIMM, Centrul Româno-American). La nivelul județului are loc o creștere spectaculoasă a numărului de firme mixte și a valorii capitalului investit. Raportându-ne la mărimea capitalului străin investit, după Coreea de Sud (care a investit în Daewoo Automobile Romania), cel mai mare volum de investiții provine, în ordine descrescătoare, din: Italia, Belgia, Austria, Germania, Elveția, Grecia, Israel.
Populația ocupată actual - de circa 260.000 persoane - se repartizează astfel: 38% în industrie, 15% în comerț și reparații, 10% în transporturi și depozitare, 8% în învățământ și 5,7% în domeniul medical.
Craiova este și nod feroviar cu stație de triaj în vestul orașului (Craiova Triaj).
Lista firmelor din Craiova poate fi gasita aici

## Administrație și politică
Municipiul Craiova este administrat de un primar și un consiliu local compus din 27 consilieri. Primarul, Lia Olguța Vasilescu, de la Partidul Social Democrat, este în funcție din octombrie 2020. Începând cu alegerile locale din 2024, consiliul local are următoarea componență pe partide politice:
|  | Partid                          | Consilieri | Componența Consiliului | Componența Consiliului | Componența Consiliului | Componența Consiliului | Componența Consiliului | Componența Consiliului | Componența Consiliului | Componența Consiliului | Componența Consiliului | Componența Consiliului | Componența Consiliului | Componența Consiliului | Componența Consiliului | Componența Consiliului |
|  | ------------------------------- | ---------- | ---------------------- | ---------------------- | ---------------------- | ---------------------- | ---------------------- | ---------------------- | ---------------------- | ---------------------- | ---------------------- | ---------------------- | ---------------------- | ---------------------- | ---------------------- | ---------------------- |
|  | Partidul Social Democrat        | 14         |                        |                        |                        |                        |                        |                        |                        |                        |                        |                        |                        |                        |                        |                        |
|  | Alianța pentru Unirea Românilor | 5          |                        |                        |                        |                        |                        |                        |                        |                        |                        |                        |                        |                        |                        |                        |
|  | Partidul Național Liberal       | 4          |                        |                        |                        |                        |                        |                        |                        |                        |                        |                        |                        |                        |                        |                        |
|  | Alianța Dreapta Unită           | 4          |                        |                        |                        |                        |                        |                        |                        |                        |                        |                        |                        |                        |                        |                        |

### Cartierele din Craiova
Craiova este împărțită în 30 de cartiere. Printre ele se numără și cartierul Craiovița Nouă cu o populație de peste 100.000 de locuitori.

### Cartierele rezidențiale din Craiova
Sectorul construcțiilor rezidențiale din Craiova luptă din greu cu criza financiară.
- Cartierul Metropolis
- Mara Residence
- Ferval Residence
- Rezidential Construct
- Casa Noastra
- Bujorului Residence
- Gloria Residence
- Romanescu Park Residence
- President Residence

### Prefectura și Consiliul Județean Dolj
- Prefect: Dan Diaconu
- Președintele Consiliului Județean: Cosmin Vasile, membru PSD

## Sport
În fotbal, Universitatea Craiova este echipa municipiului, care a fost înființată în 1948, câștigătoare a patru campionate ale Superligii României, de 8 ori câștigătoare a cupei României, prima echipă românească de fotbal ajunsă în semifinalele Cupei UEFA ediția 1982-1983. În sezonul 2017–2018, a obținut calificarea în preliminariile UEFA Europa League, după ce a ocupat locul 5, profitând de faptul că CFR Cluj și FC Voluntari nu aveau licență de participare în cupele europene. Printre altele se mai numără echipa de baschet masculin SCM Universitatea Craiova și echipa de handbal feminin SCM Craiova.

## Relații externe

### Orașe înfrățite
- Kuopio, Finlanda
- Nanterre, Franța
- Shiyan, China
- Skopje, Macedonia
- Vrața, Bulgaria

### Orașe partenere
- Lyon, Franța
- Uppsala, Suedia

### Consulate
- Consulatul onorific al Franței
- Consulatul onorific al Italiei

## Galerie de imagini

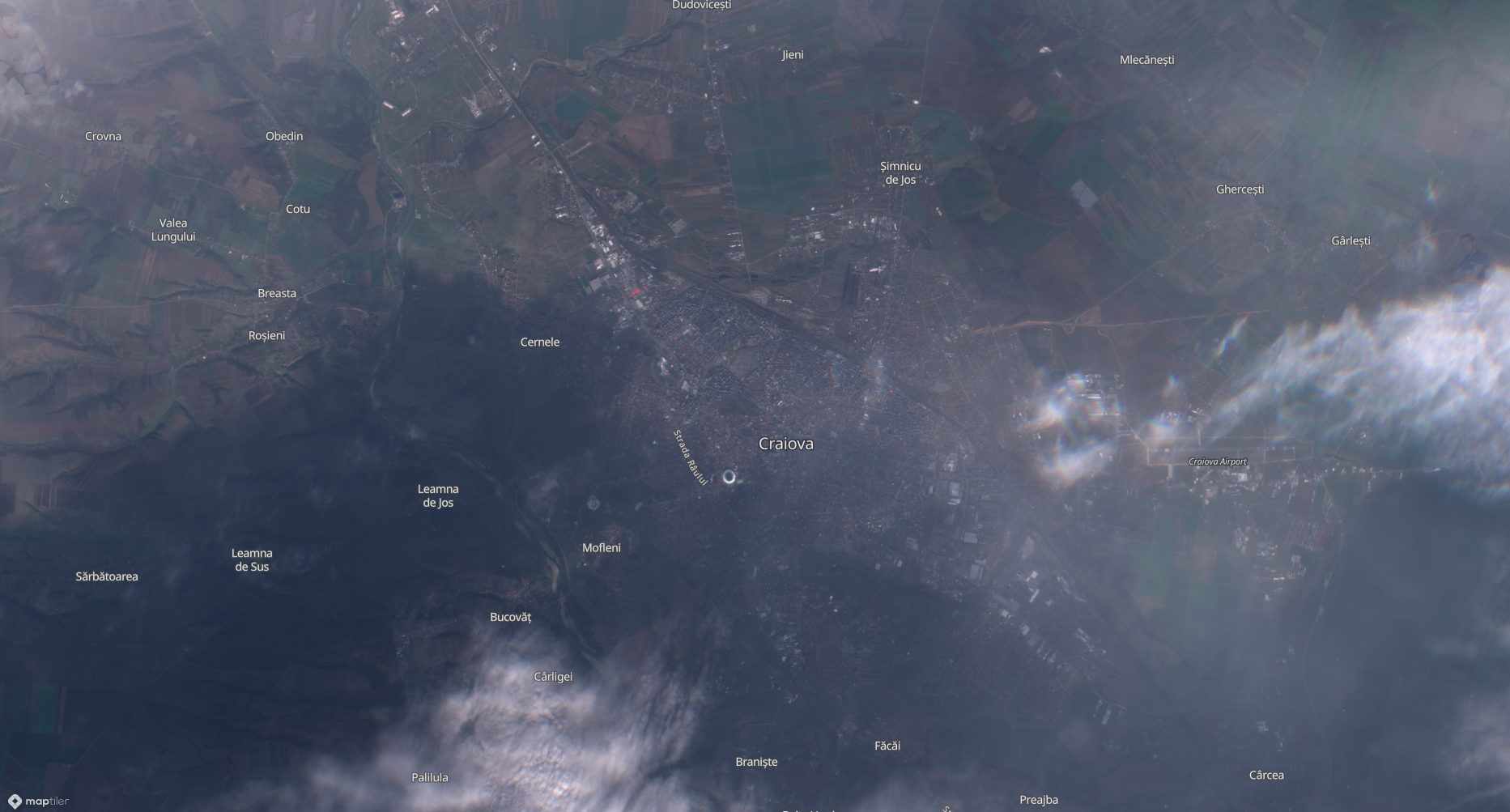
Orasul Craiova cu vedere din satelit la rezolutie mare.

|                           |                               |                                       |                              |                                       |
| Prefectura Județului Dolj | Primăria Municipiului Craiova | Catedrala Sfântul Dumitru             | Teatrul Național din Craiova | Casa Băniei                           |
|                           |                               |                                       |                              |                                       |
| Parcul Nicolae Romanescu  | Piața Mihai Viteazul          | Universitatea de Medicină și Farmacie | Universitatea din Craiova    | Colegiul Național Carol I din Craiova |